# 14. Januar
Der 14. Januar (auch 14. Jänner) ist der 14. Tag des gregorianischen Kalenders, somit bleiben 351 Tage (in Schaltjahren 352 Tage) bis zum Jahresende.

## Ereignisse

### Politik und Weltgeschehen
- 47 v. Chr.: Im Alexandrinischen Krieg gelingt den vereinigten Heeren von Gaius Iulius Caesar und Mithridates von Pergamon nahe Alexandria der Sieg über die ägyptische Streitmacht unter König Ptolemaios XIII. Auf der Flucht nach der Schlacht ertrinkt Ptolemaios im Nil.
- 1301: Mit dem Tod von König Andreas III. stirbt in Ungarn die Dynastie der Árpáden aus.

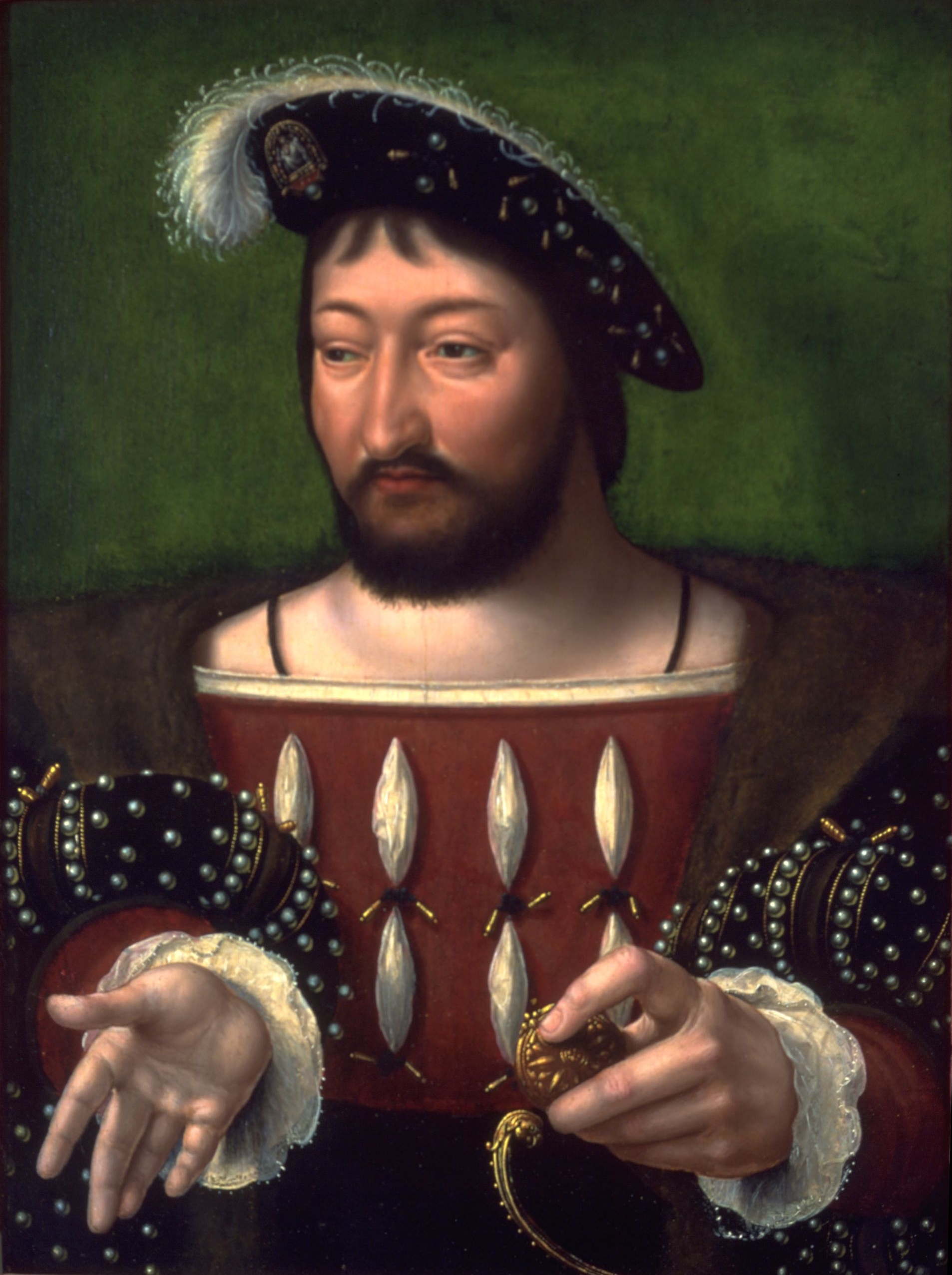
1526: Franz I.

- 1526: Kaiser Karl V. und der nach seiner Gefangennahme in der Schlacht bei Pavia nach Madrid gebrachte französische König Franz I. schließen den Frieden von Madrid zur Beendigung der Italienischen Kriege. Der König verzichtet darin auf Neapel und Mailand und sichert die Rückgabe Burgunds zu. Nach seiner Freilassung am 18. März bricht er jedoch den Vertrag und setzt mit der Liga von Cognac die Auseinandersetzung mit dem Habsburger fort.
- 1659: In der Schlacht bei Elvas im Restaurationskrieg gelingt es den Portugiesen, einen Vorstoß spanischer Truppen abzuwehren.

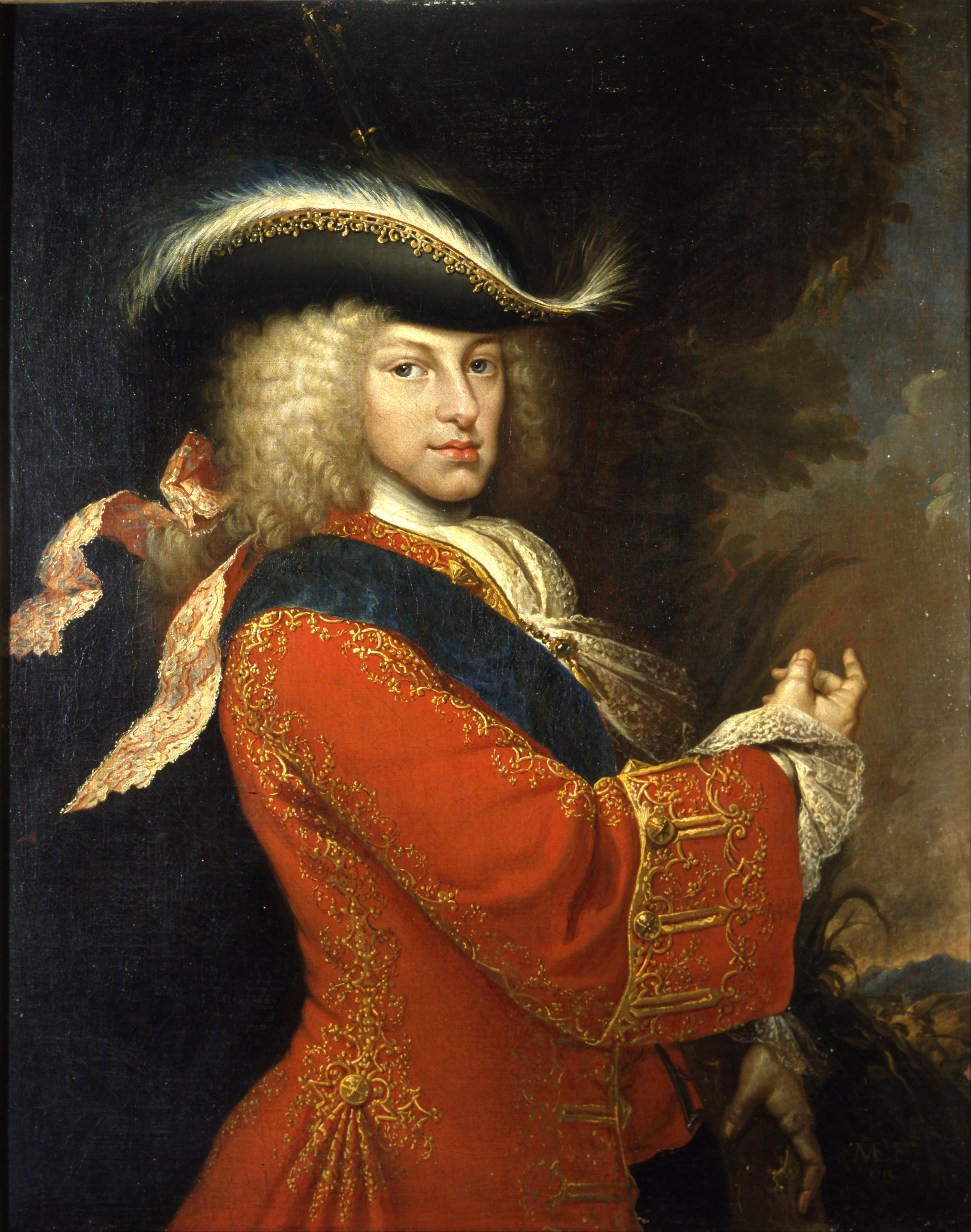
1724: Philipp V.

- 1724: König Philipp V. von Spanien dankt, mutmaßlich wegen Depressionen, zugunsten seines Sohnes Ludwig I. ab.
- 1761: Die afghanischen Durrani besiegen die Marathen in der Dritten Schlacht von Panipat und übernehmen damit die Macht in Delhi. In weiterer Folge begünstigt die Schwächung des Marathenreiches den Aufstieg der Briten als Macht in Indien.
- 1775: Auf James Cooks zweiter Südseereise entdeckt der Seemann Thomas Willis im Südatlantik eine Inselgruppe, die ihm zu Ehren Willisinseln genannt wird.
- 1784: Der amerikanische Kontinentalkongress ratifiziert den mit Großbritannien ausgehandelten Frieden von Paris, der den Amerikanischen Unabhängigkeitskrieg beendet.
- 1797: In der Schlacht bei Rivoli setzen sich die französischen Truppen unter Napoleon Bonaparte gegen das zum Entsatz von Mantua angerückte österreichische Korps unter Joseph Alvinczy von Berberek durch. Die Belagerten kapitulieren deshalb kurze Zeit darauf, wodurch für die Franzosen der Weg zum Anmarsch auf Wien frei wird.

Staatsgebiet der dänisch-norwegischen Personalunion bis 1814

- 1814: Schweden diktiert dem im Sechsten Koalitionskrieg als Verbündeter Frankreichs unterlegenen Dänemark den Kieler Frieden. Dänemark unter Friedrich VI. muss Norwegen abtreten und der Koalition gegen Napoleon beitreten, darf jedoch Grönland, Island und die Färöer aus der Dänisch-norwegischen Personalunion behalten.
- 1858: Vor der Pariser Oper verübt eine Gruppe um Felice Orsini ein Bombenattentat gegen die ankommende kaiserliche Wagenkolonne, Napoleon III. und Kaiserin Eugénie bleiben jedoch unverletzt. Das Attentat wird zum Anlass für den Bau eines neuen Opernhauses.
- 1887: Der Reichstag wird aufgelöst, nachdem eine Vorlage der Regierung Otto von Bismarcks, das Heer um etwa 10 Prozent aufzustocken und das Heeresgesetz um weitere sieben Jahre zu verlängern, abgelehnt worden ist. Am 21. Februar wird eine Reichstagswahl abgehalten.
- 1918: Die Halbierung der Mehlration löst einen Streik der Beschäftigten in den Wiener Neustädter Daimler-Motorenwerken aus, der dem Jännerstreik Schub verleiht. Binnen weniger Tage steht die Regierung der größten Arbeitsniederlegung in Österreich-Ungarn gegenüber.
- 1919: Im sogenannten Mordkeller der als provisorisches Gefängnis genutzten Kreditbank von Tartu werden der evangelische Theologe und Geistliche Traugott Hahn, der Pastor Moritz Wilhelm Paul Schwartz, der russisch-orthodoxe Bischof von Riga, Platon Kulbusch, die Priester Michael Bleive und Nikolai Stefanowitsch Beschanizki, der Bäcker Lutsk und 14 weitere angesehene Bürger von Bolschewiken erschossen.
- 1930: Eine Gruppe Kommunisten um Albrecht Höhler überfällt den Nationalsozialisten und SA-Mann Horst Wessel, der den Text für das SA-Kampflied Die Fahne hoch verfasst hat. Er stirbt am 23. Februar an der erlittenen Schussverletzung.

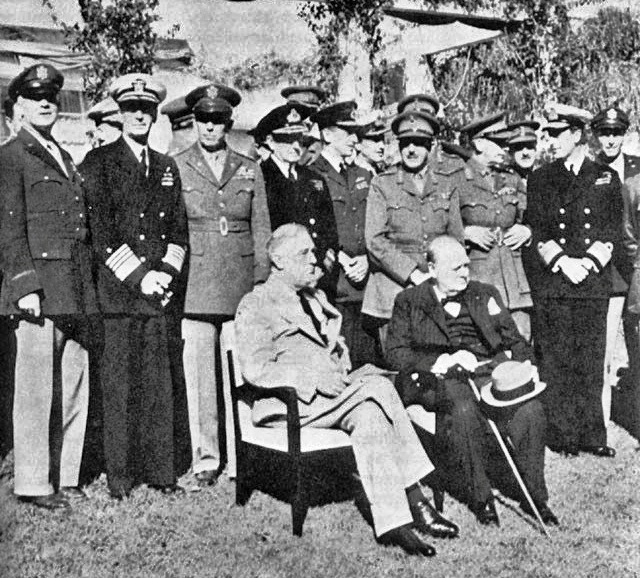
1943: Casablanca-Konferenz

- 1943: In Casablanca beginnt ein Geheimtreffen von US-Präsident Roosevelt, dem britischen Premier Churchill und deren Operations- und Planungsstab zur Beratung über die weitere Kriegsführung im Zweiten Weltkrieg.
- 1953: Ministerpräsident Josip Broz Tito wird in das neu geschaffene Amt des Staatspräsidenten von Jugoslawien gewählt.
- 1956: In Herleshausen treffen mit der Eisenbahn die letzten Heimkehrer aus sowjetischer Kriegsgefangenschaft ein.
- 1963: Der französische Staatspräsident Charles de Gaulle teilt auf einer Pressekonferenz mit, dass er einen gestellten Beitrittsantrag Großbritanniens zur EWG ablehne. Sein Veto überrascht die EWG-Kommission und die fünf anderen Mitgliedsstaaten.
- 1980: Indira Gandhi löst Chaudhary Charan Singh als Premierminister in Indien ab, nachdem ihre Kongresspartei in den vorausgegangenen Wahlen gesiegt hat.
- 2005: Charles Graner wird als Hauptbeteiligter am Folterskandal im Abu-Ghuraib-Gefängnis während der Besetzung des Irak nach dem Irakkrieg zu zehn Jahren Freiheitsstrafe verurteilt.
- 2011: Nach sich zuspitzenden Massenprotesten während der Revolution in Tunesien verlässt Präsident Ben Ali fluchtartig sein Land in Richtung Saudi-Arabien. Der 14. Januar gilt in Tunesien seitdem als offizieller Tag der Revolution.

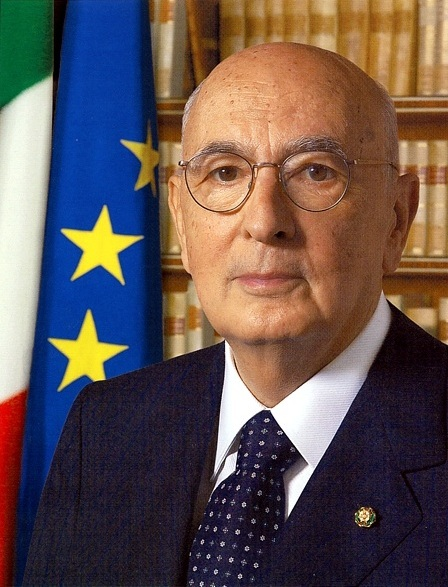
2015: Giorgio Napolitano

- 2015: Giorgio Napolitano, der elfte Staatspräsident Italiens, tritt aus Altersgründen vom Amt zurück.
- 2025: Vor dem südkoreanischen Verfassungsgericht in Seoul beginnt das Amtsenthebungsverfahren gegen Staatspräsident Yoon Suk-yeol.

### Wirtschaft
- 1860: Werner von Siemens beendet die Verlegung des ersten Überseekabels nach Indien.
- 1914: Henry Ford lässt die Produktion des Automobils Ford Modell T auf Fließbandfertigung umstellen, was ein Senken des Verkaufspreises für das Kraftfahrzeug ermöglicht.
- 1916: In Berlin startet der erste Expresszug nach Konstantinopel.
- 2002: Fast ein Jahr nach Ausbruch einer Epidemie der Maul- und Klauenseuche wird Großbritannien wieder als frei von der Seuche gemeldet.

### Wissenschaft und Technik

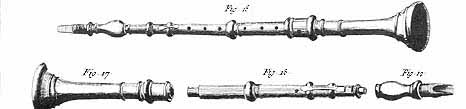
1690: Klarinette

- 1690: Johann Christoph Denner entwickelt in Nürnberg die Klarinette.
- 1787: Im Sternbild Haar der Berenike findet der Astronom Wilhelm Herschel eine etwa 52 Millionen Lichtjahre entfernte linsenförmige Galaxie, die heute als NGC 4459 bekannt ist. Sie gehört zum Virgo-Galaxienhaufen.
- 1788: Wilhelm Herschel entdeckt die Balkenspiralgalaxie NGC 2798 im Sternbild Luchs.
- 1950: Der Prototyp des sowjetischen Jagdflugzeugs MiG-17 hebt zum Erstflug ab.
- 1969: Das sowjetische Raumschiff Sojus 4 startet mit Wladimir Schatalow an Bord vom Weltraumbahnhof Baikonur. Es soll zwei Tage später mit Sojus 5 das erste Ankoppelungsmanöver im Weltraum durchführen.

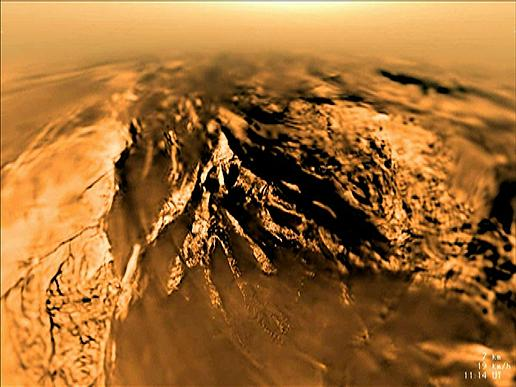
2005: Bildaufnahme von der Oberfläche des Saturnmondes Titan

- 2005: Die europäische Landesonde Huygens landet auf dem Saturnmond Titan. Es ist die erste Landung eines menschengemachten Objekts auf dem Mond eines Planeten des äußeren Sonnensystems.
- 2008: Die NASA-Raumsonde MESSENGER zur Erforschung des Merkur führt das erste Swing-by-Manöver über dem Planeten durch.

### Kultur

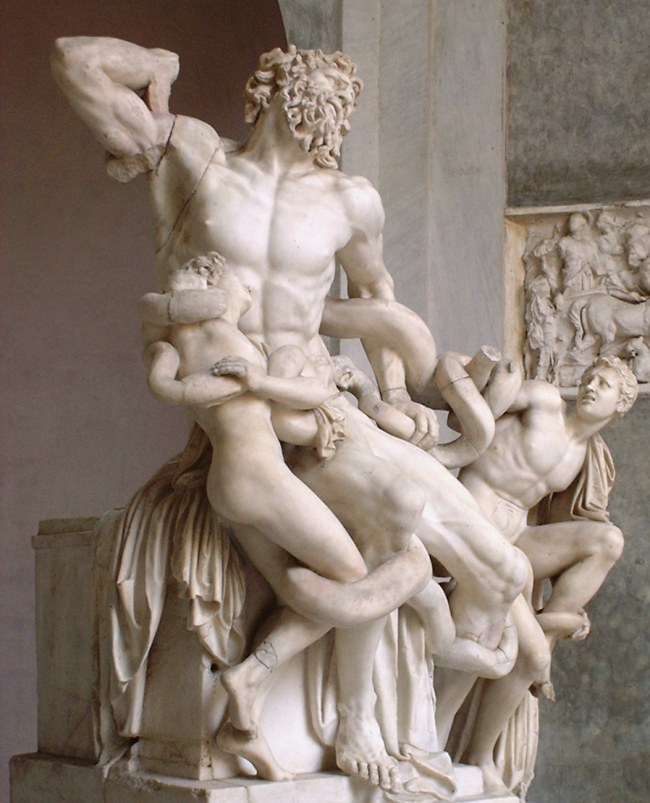
1506: Fund der Laokoon-Gruppe

- 1506: Der Weinbauer Felice de Fredi entdeckt in seinen Weinbergen auf dem Esquilin in Rom die um Christi Geburt entstandene marmorne Laokoon-Figurengruppe der Bildhauer Hagesandros, Polydoros und Athanadoros.
- 1724: Am King’s Theatre in London erfolgt die Uraufführung der Oper Il Vespasiano von Attilio Ariosti.
- 1858: In Köln wird Max Bruchs Oper Scherz, List und Rache auf das Libretto von Ludwig Bischoff uraufgeführt.
- 1896: In der Royal Photographic Society in London wird der erste in Großbritannien gezeigte Film vorgeführt. Der einminütige Stummfilm Rough Sea at Dover zeigt Wellen und eine stürmische See vor Dover.

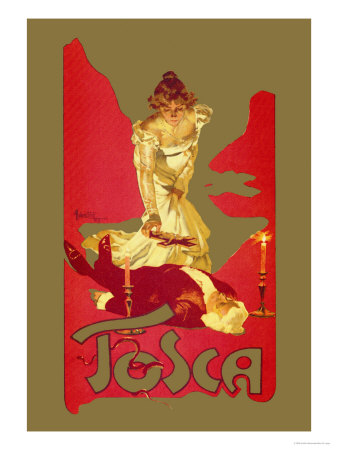
1900: Originalplakat zur Oper Tosca

- 1900: Am Teatro Costanzi in Rom erfolgt die Uraufführung der veristischen Oper Tosca von Giacomo Puccini. Das Libretto stammt von Giuseppe Giacosa und Luigi Illica nach dem gleichnamigen Drama von Victorien Sardou.
- 1951: In Chemnitz wird der Kulturpalast, das erste nach sowjetischem Vorbild errichtete Bauwerk dieser Art in der DDR, von Ministerpräsident Otto Grotewohl feierlich eingeweiht.
- 1956: In der deutschen Illustrierten Quick erscheint die erste Folge des von Loriot gezeichneten Comicstrips Adam und Evchen.
- 1970: Im Frontier Hotel in Las Vegas absolvieren Diana Ross & The Supremes ihren Abschiedsauftritt. Diana Ross startet im Anschluss ihre Solokarriere, während sie bei den Supremes durch Jean Terrell ersetzt wird.
- 1973: Mit Elvis Presleys via Satellit übertragenem Konzert Aloha from Hawaii wird erstmals ein Ereignis dieser Art in verschiedenen Ländern live im Fernsehen ausgestrahlt.
- 2015: Die von Jean Nouvel entworfene Philharmonie de Paris wird eröffnet.

### Gesellschaft

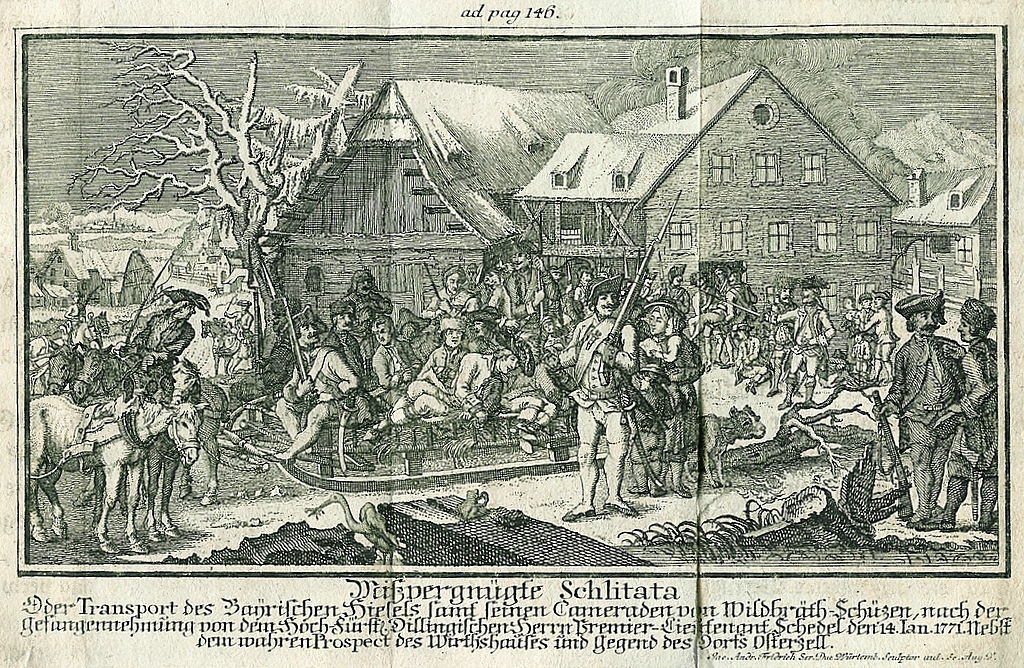
1771: Verhaftung Matthias Klostermayrs

- 1771: Der Wilderer und Räuber Matthias Klostermayr, genannt Bayerischer Hiasl, wird festgenommen.
- 1916: In die Royal Astronomical Society werden erstmals vier Astronominnen aufgenommen: Mary Adela Blagg, Ella K. Church, Alice Grace Cook und Fiammetta Wilson.
- 1953: Von Genua aus bricht das Luxus-Passagierschiff Andrea Doria zu seiner Jungfernfahrt nach New York auf.
- 1954: Marilyn Monroe heiratet den ehemaligen Baseballstar Joe DiMaggio. Die katholische Kirche exkommuniziert den geschiedenen DiMaggio daraufhin wegen Bigamie.
- 1960: In Genf beginnt vor einem Geschworenengericht der Strafprozess gegen Pierre Jaccoud. Mit der späteren Verurteilung des Angeklagten entwickelt sich als Affäre Jaccoud ein Justizskandal.
- 1967: Im Golden Gate Park in San Francisco findet das Human Be-In mit 20.000 bis 30.000 Mitgliedern der Hippiebewegung statt. Das gilt als der Beginn des Summer of Love.
- 2002: In Kabul, Afghanistan, dürfen nach dem Sieg über die Taliban Mädchen erstmals seit fünf Jahren wieder zur Schule gehen.

### Katastrophen

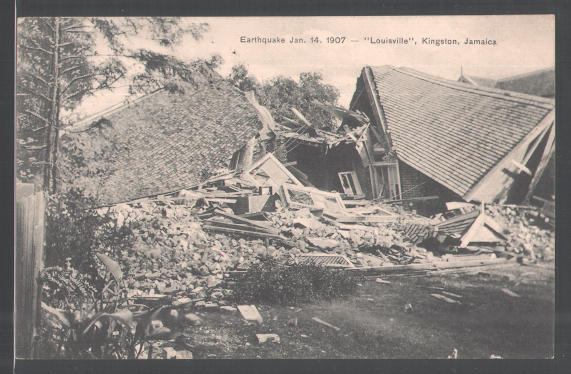
1907: Kingston nach dem Erdbeben

- 1907: Bei einem Erdbeben der Stärke 6,5 in Kingston, Jamaika, werden 75 % der Stadt zerstört, etwa 1.600 Menschen kommen ums Leben.
- 1917: Der japanische Panzerkreuzer Tsukuba sinkt nach einem Brand und der Explosion der Munitionskammern in der Yokosuka-Bucht. Dabei sterben 305 der 817 Mann starken Besatzung, von denen sich zum Zeitpunkt der Katastrophe mehr als 400 auf Landgang befinden.
- 1975: In Cottbus fordert der Absturz einer MiG-21 sieben Todesopfer. Er gilt als das schwerste Unglück mit einem Militärflugzeug der Luftstreitkräfte der Nationalen Volksarmee der DDR.
- 2001: Ein Erdbeben der Stärke 7,6 in El Salvador verursacht fast 1.000 Tote und rund 28.000 Verletzte.
- 2022: In Tonga bricht der Vulkan Hunga Tonga-Hunga Haʻapai aus.

Kleinere Unglücksfälle sind in den Unterartikeln von Katastrophe und in der Liste von Katastrophen aufgeführt.

### Sport

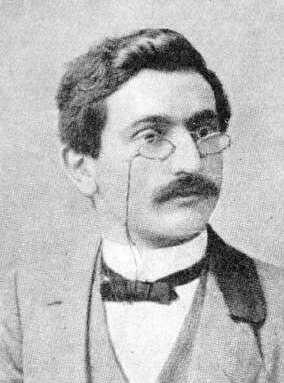
1897: Emanuel Lasker

- 1897: Der Deutsche Emanuel Lasker verteidigt seinen Weltmeistertitel im Schach durch einen deutlichen Sieg (10:2 Siege, dazu 5 Remis) gegen seinen Vorgänger, den Österreicher Wilhelm Steinitz.
- 1897: Der Schweizer Matthias Zurbriggen besteigt als Erster den 6961 m hohen Aconcagua in den argentinischen Anden, den höchsten Berg Amerikas.
- 1973: Mit ihrem Sieg im Super Bowl VII, dem Finale der NFL-Saison 1972, gelingt den Miami Dolphins als bislang einzigem Team eine ausschließlich aus Siegen bestehende perfekte Saison.
- 1979: Die am 26. Dezember gestartete erste Rallye Paris-Dakar erreicht ihr Ziel in Dakar.

Einträge von Leichtathletik-Weltrekorden befinden sich unter der jeweiligen Disziplin unter Leichtathletik.

## Geboren

### Vor dem 18. Jahrhundert
- 38 v. Chr.: Nero Claudius Drusus, römischer Feldherr
- 1131: Waldemar I., König von Dänemark
- 1273: Johanna I., französische Adlige, Königin von Frankreich und Navarra, Gräfin der Champagne
- 1419: Johann I., Herzog von Kleve, Graf von der Mark
- 1451: Franchinus Gaffurius, italienischer Kapellmeister und Komponist
- 1477: Hermann V. von Wied, deutscher Adliger, Erzbischof und Kurfürst von Köln
- 1500: Bartholomäus Schobinger, Schweizer Kaufmann und Alchemist

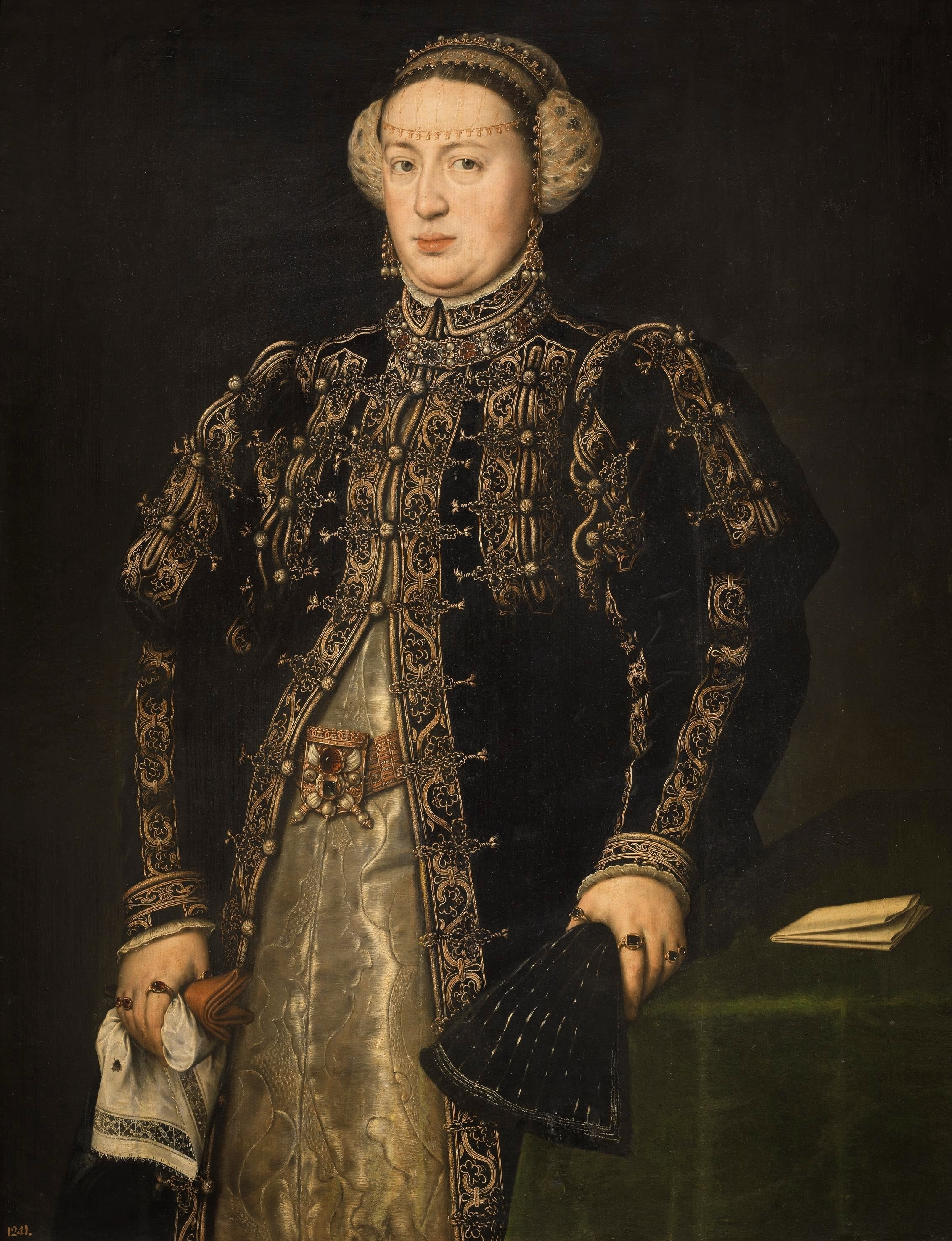
Katharina von Kastilien (* 1507)

- 1507: Katharina von Kastilien, spanische Prinzessin, Erzherzogin von Österreich und Königin von Portugal
- 1509: Katharina von Henneberg-Schleusingen, Gräfin von Schwarzburg
- 1516: Herluf Trolle, dänischer Admiral und Seeheld
- 1530: Stanislaus Bornbach, polnischer Chronist
- 1592: Georg Nymmann, deutscher Mediziner
- 1619: Alexander von Spaen, kurbrandenburgischer Generalfeldmarschall
- 1622: Molière, französischer Komödiendichter, Theaterregisseur und Schauspieler (vermutliches Geburtsdatum)
- 1622: Franz III. Nádasdy, ungarischer Kronrichter und General
- 1637: Jakob Breyne, Danziger Kaufmann und Botaniker
- 1644: Thomas Britton, britischer Kohlenhändler und Hobbymusiker
- 1648: Clara Elisabeth von Platen, Mätresse und Drahtzieherin der Königsmarck-Affäre in Hannover
- 1656: Johanna Magdalena von Sachsen-Altenburg, Herzogin von Sachsen-Weißenfels-Querfurt
- 1675: Karoline von Fuchs-Mollard, österreichische Adelige, Erzieherin der Kaiserin Maria Theresia
- 1683: Gottfried Silbermann, deutscher Orgel- und Klavierbaumeister
- 1684: Johann Matthias Hase, deutscher Mathematiker, Astronom, Kartograph und historischer Geograph
- 1684: Jean-Baptiste van Loo, französischer Maler
- 1696: Emanuel Christian Löber, deutscher Mediziner
- 1699: Jakob Adlung, deutscher Organist, Komponist, Musikschriftsteller und Instrumentenbauer
- 1700: Christian Friedrich Henrici, deutscher Schriftsteller, Lyriker und Librettist, wichtigster Textdichter Johann Sebastian Bachs

### 18. Jahrhundert
- 1702: Nakamikado, japanischer Kaiser
- 1704: Giovanni Domenico Barbieri, aus Graubünden stammender, im Fürstbistum Eichstätt tätiger Baumeister
- 1705: Jean-Baptiste Charles Bouvet de Lozier, französischer Seefahrer und Entdecker
- 1716: Franz Dionys von Rost, römisch-katholischer Bischof des Bistums Chur
- 1719: Daniel Nettelbladt, deutscher Jurist
- 1727: Gaetano Callido, italienischer Orgelbauer
- 1730: William Whipple, britisch-US-amerikanischer General und Politiker
- 1733: Alexander Sergejewitsch Stroganow, russischer Politiker, Großgrundbesitzer und Kunstsammler
- 1741: Benedict Arnold, US-amerikanischer General in der Kontinentalarmee, Überläufer zur Britischen Armee
- 1745: Johann Georg Pforr, deutscher Maler
- 1749: James Garrard, US-amerikanischer Politiker, Gouverneur von Kentucky
- 1751: Corona Schröter, deutsche Sängerin und Schauspielerin
- 1751: Franz von Zeiller, österreichischer Jurist und Rektor der Universität Wien
- 1756: Joseph Marius von Babo, deutscher Schriftsteller
- 1760: George FitzRoy, 4. Duke of Grafton, britischer Politiker
- 1767: Friedrich Jonas Beschort, deutscher Schauspieler
- 1767: Johann Heinrich August von Duncker, deutscher Optiker und Industrieller

Maria Theresia von Österreich (* 1767)

- 1767: Maria Theresia von Österreich, österreichische Erzherzogin und Prinzessin von Sachsen
- 1770: Adam Jerzy Czartoryski, russischer Außenminister und Regierungschef der polnischen Revolutionsregierung von 1830
- 1771: Christian Gottlieb Bruch, deutscher evangelischer Geistlicher
- 1771: Jean-Louis-Ebenezer Reynier, französischer General
- 1772: Duncan McArthur, US-amerikanischer Politiker
- 1772: Elias Thomas, US-amerikanischer Geschäftsmann und Politiker
- 1773: William Pitt Amherst, britischer Politiker und Staatsmann
- 1773: Catherine Pakenham, britische Adlige, Ehefrau von Arthur Wellesley
- 1773: Nathaniel Silsbee, US-amerikanischer Politiker
- 1777: William Martin Leake, britischer Archäologe
- 1779: Joseph Kent, US-amerikanischer Politiker
- 1780: Henry Baldwin, US-amerikanischer Politiker und Jurist
- 1782: Carl Ferdinand Langhans, deutscher Architekt
- 1784: Johann Gottfried Elsner, deutscher Landwirt, Schafzüchter und Autor
- 1793: Wojciech Chrzanowski, polnischer General
- 1798: Isaäc da Costa, holländischer Dichter und Schriftsteller
- 1798: Johan Rudolf Thorbecke, niederländischer Staatsmann
- 1800: Ludwig von Köchel, österreichischer Jurist, Historiker, Naturforscher und Musikwissenschaftler, bekannt durch das Köchelverzeichnis für W. A. Mozarts Kompositionen

### 19. Jahrhundert

#### 1801–1850

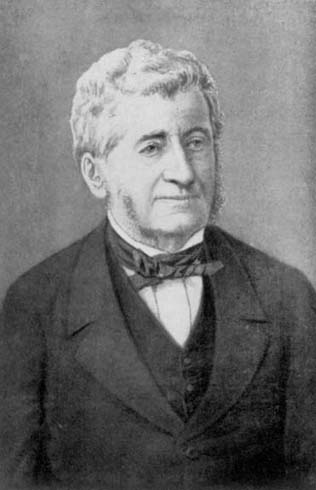
Adolphe Brongniart (* 1801)

- 1801: Adolphe Brongniart, französischer Botaniker und Phytopaläontologe
- 1802: Karl Lehrs, deutscher klassischer Philologe
- 1806: Matthew Fontaine Maury, US-amerikanischer Marineoffizier und Hydrograph
- 1807: Hilario Ascasubi, argentinischer Schriftsteller
- 1808: Ferdinand Eberstadt, deutscher Kaufmann und Politiker
- 1812: Carl Grädener, deutscher Komponist
- 1813: Boleslav Jablonský, tschechischer Dichter
- 1815: Eduard Petzold, deutscher Gartengestalter
- 1816: Helene von Bülow, deutsche Stifterin und erste Oberin des Diakonissen-Mutterhauses Stift Bethlehem in Ludwigslust
- 1816: Thilo Irmisch, deutscher Botaniker
- 1816: Gustav Meyer, deutscher Landschaftsgestalter, Städtischer Gartendirector zu Berlin
- 1818: Ole Jacob Broch, norwegischer Mathematiker und Politiker
- 1818: Wilhelm Ganzhorn, deutscher Lyriker und Jurist

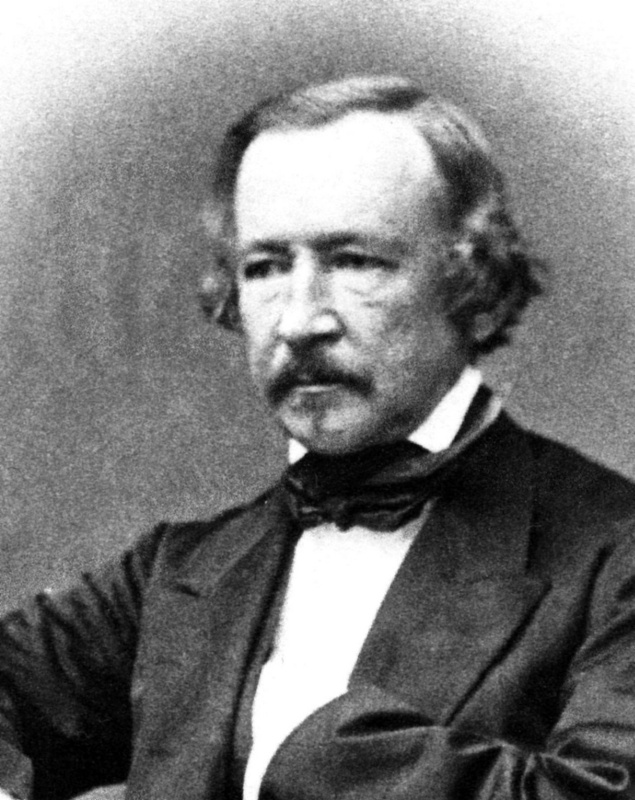
Zacharias Topelius (* 1818)

- 1818: Zacharias Topelius, finnlandschwedischer Dichter und Schriftsteller
- 1821: Salomon Hermann Mosenthal, deutscher Dramatiker und Librettist
- 1823: Karl III., Herzog von Parma
- 1824: Peter Burnitz, deutscher Maler
- 1824: Wladimir Wassiljewitsch Stassow, russischer Kunstkritiker
- 1828: Theodor Lebrun, Schauspieler und Theaterdirektor
- 1828: Josef Mitscha von Märheim, Jurist, Bankfachmann und Politiker
- 1831: John Bullock Clark junior, US-amerikanischer Politiker und General
- 1831: Alfred von Lewinski, preußischer General
- 1831: Georg Viktor, deutscher Adliger, Fürst von Waldeck-Pyrmont
- 1833: Karl Ruß, deutscher Volksschriftsteller
- 1834: Anton Birlinger, deutscher Theologe und Germanist
- 1835: Ludwig Abel, deutscher Violinist und Komponist
- 1835: Felix Otto Dessoff, deutscher Komponist und Dirigent
- 1835: Marcelo Spínola y Maestre, spanischer Erzbischof von Sevilla und Kardinal
- 1836: Henri Fantin-Latour, französischer Maler und Lithograph
- 1836: Hugh Judson Kilpatrick, US-amerikanischer General, Diplomat und Politiker
- 1838: Ulrich Meister junior, Schweizer Förster und Politiker
- 1840: Hilarión Daza, bolivianischer Staatspräsident

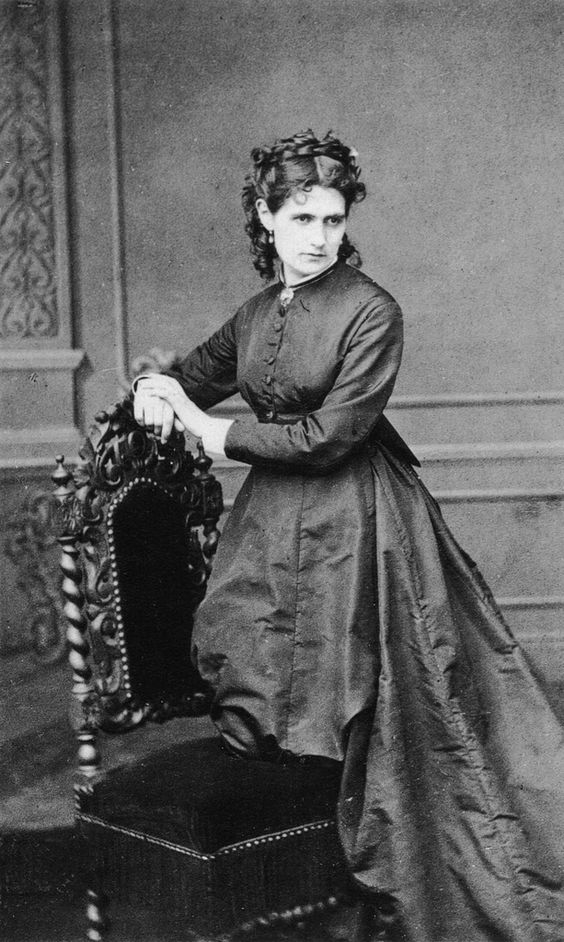
Berthe Morisot (* 1841)

- 1841: Berthe Morisot, französische Malerin
- 1844: William Forsell Kirby, britischer Entomologe und Volkskundler
- 1846: William Henry Andrews, US-amerikanischer Politiker
- 1846: Witold Pruszkowski, polnischer Maler
- 1847: Johannes Orth, deutscher Pathologe
- 1850: Pierre Loti, französischer Marineoffizier und Schriftsteller

#### 1851–1900
- 1851: Ludwig Claisen, deutscher Chemiker
- 1851: Reinhold von Sydow, deutscher Politiker, Minister in Preußen
- 1853: Laura Rappoldi, österreichisch-deutsche Pianistin

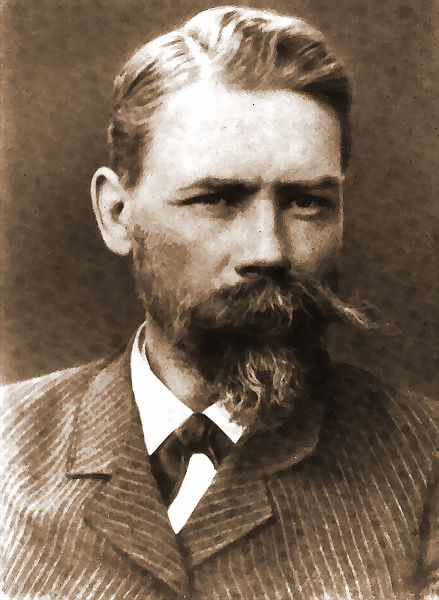
Opanas Slastion (* 1855)

- 1855: Opanas Slastion, ukrainischer Maler, Grafiker, Ethnograf und Architekt
- 1857: Alice Pike Barney, US-amerikanische Malerin
- 1858: Patrick Kennedy, US-amerikanischer Unternehmer und Politiker
- 1858: Johannes Lippmann, deutscher Maler und Lithograf
- 1858: Alois Riegl, österreichischer Kunsthistoriker
- 1859: Francesc Ferrer i Guàrdia, spanischer Pädagoge
- 1861: Wilhelm von Polenz, deutscher Heimatdichter
- 1861: Hans Tappenbeck, deutscher Offizier und Afrikaforscher
- 1862: Rosalía Abreu, kubanische Tierzüchterin und Verhaltensforscherin
- 1863: Fritz Bopp, Schweizer Journalist, Dichter und Politiker, Kantons- und Nationalrat
- 1863: Richard Felton Outcault, US-amerikanischer Comiczeichner, Autor und Maler

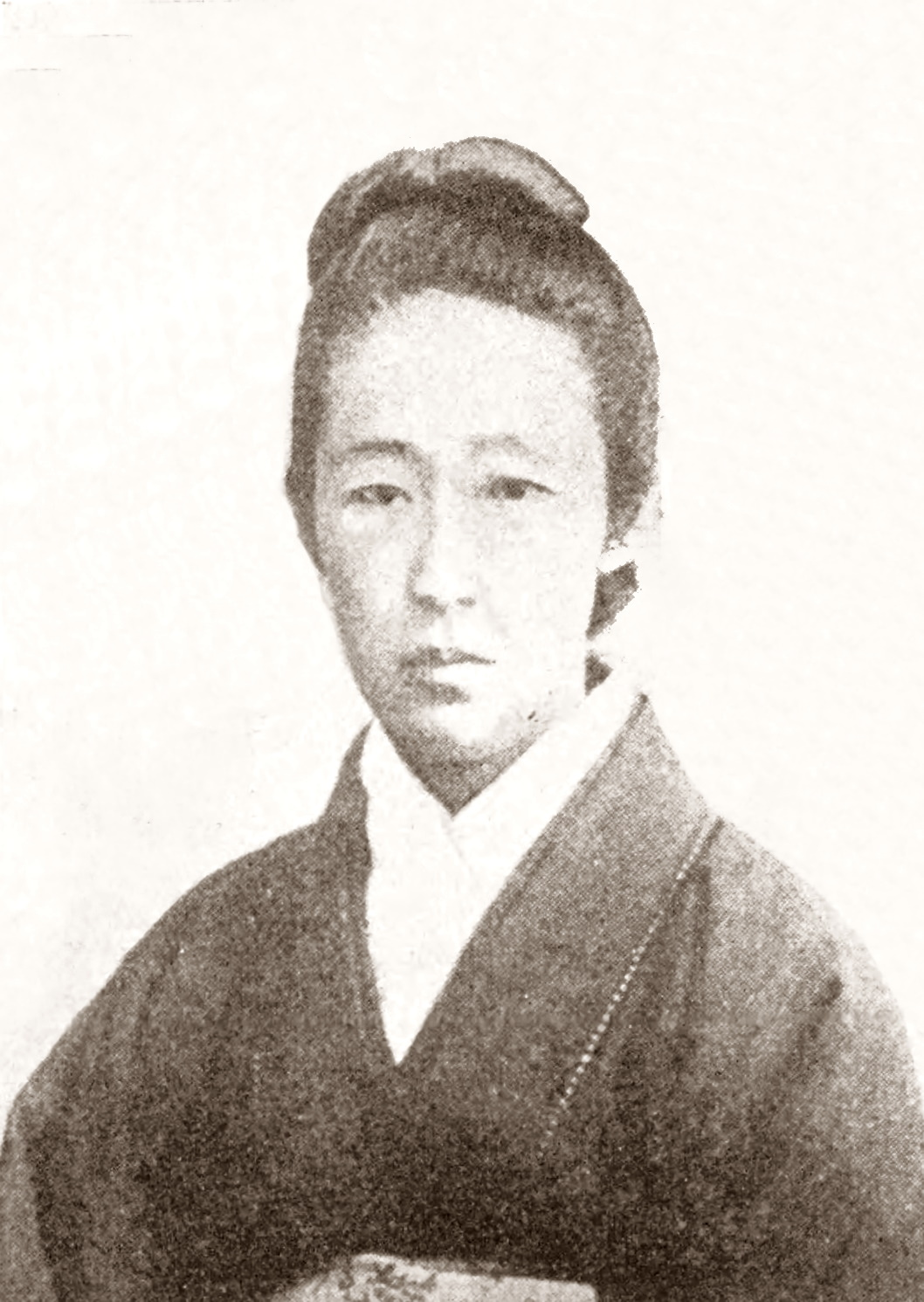
Toshiko Kishida (* 1863)

- 1863: Kishida Toshiko, japanische Feministin
- 1865: Leopold Fonck, deutscher Theologe und Hochschullehrer
- 1868: William Anderson, australischer Theaterleiter
- 1868: Emanuel Hegenbarth, deutscher Maler
- 1868: Gottlieb Löffler, deutscher Maler
- 1868: Noe Schordania, georgischer Politiker, Premierminister
- 1869: Robert Fournier-Sarlovèze, französischer Polospieler und Politiker
- 1870: Ida Dehmel, deutsche Lyrikerin und Frauenrechtlerin
- 1871: Nikolaus Bares, deutscher Geistlicher, Bischof von Hildesheim und Berlin
- 1872: Antonín Hudeček, tschechischer Landschaftsmaler
- 1873: André Bloch, französischer Komponist
- 1873: Ernst Eichhoff, deutscher Kommunalpolitiker, Oberbürgermeister von Dortmund
- 1873: Albert Paulig, deutscher Filmschauspieler
- 1873: Friedrich Westmeyer, deutscher Politiker und Gewerkschafter

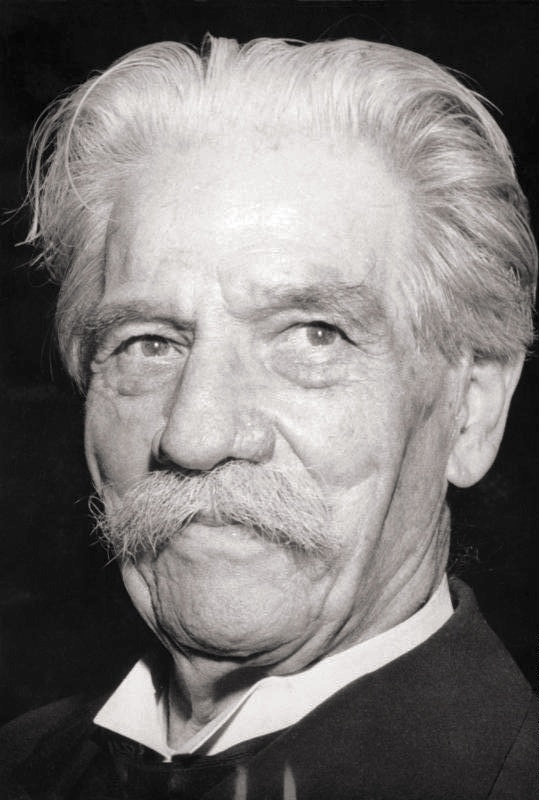
Albert Schweitzer (* 1875)

- 1875: Albert Schweitzer, deutscher Arzt, evangelischer Theologe, Philosoph, Missionar und Pazifist, Nobelpreisträger
- 1876: Gustav Schröer, deutscher Journalist und Schriftsteller
- 1876ː Agnes Wurmb, deutsche Lehrerin und Oberschulrätin
- 1878: Victor Segalen, französischer Schriftsteller und Arzt, Ethnologe und Archäologe
- 1879: Hans Nadler, deutscher Maler
- 1879: Hans Nordmann, deutscher Eisenbahningenieur
- 1880: Pierre-Marie Gerlier, französischer Geistlicher, Erzbischof von Lyon, Kardinal
- 1881: Wassili Michailowitsch Alexejew, russischer Sinologe
- 1882: Marianne Hertz, deutsche römisch-katholische Märtyrerin jüdischer Herkunft
- 1882: Hendrik Willem van Loon, niederländisch-US-amerikanischer Autor und Historiker, Journalist und Buchillustrator
- 1885: Rudolf Olden, deutscher Rechtsanwalt und Journalist
- 1886: Bruno Gimpel, deutscher expressionistischer Maler
- 1886: Henry Murray, neuseeländischer Leichtathlet
- 1890: Adolf Armbruster, deutscher Landwirt
- 1890: Arthur Holmes, britischer Geologe
- 1890: Maria Kurenko, russische Sängerin
- 1891: Mathilde Hertz, deutsche Biologin
- 1891: Ville Kyrönen, finnischer Langstrecken- und Crossläufer
- 1892: Franz Dahlem, deutscher Politfunktionär
- 1892: Paul Forell, deutscher Fußballspieler

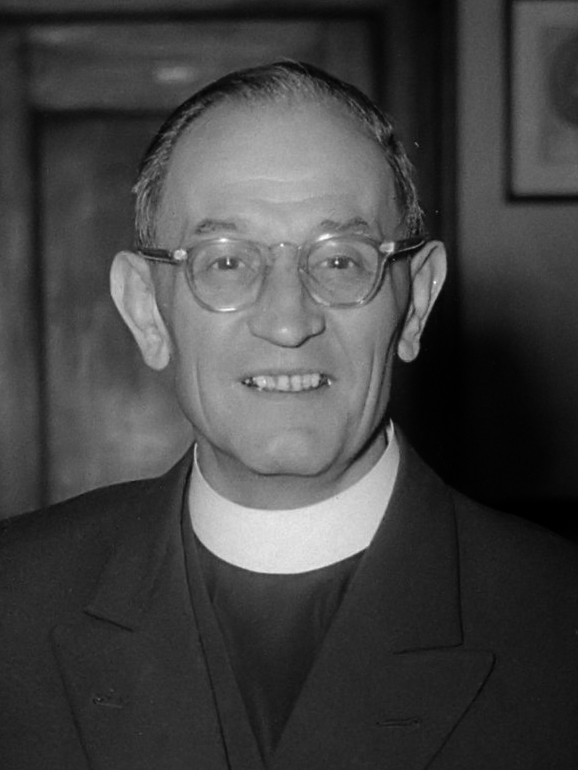
Martin Niemöller (* 1892)

- 1892: Martin Niemöller, deutscher Theologe, Widerstandskämpfer gegen den Nationalsozialismus, Vertreter der Bekennenden Kirche, Präsident im Ökumenischen Rat der Kirchen
- 1892: Hal Roach, US-amerikanischer Filmproduzent, Regisseur und Schauspieler
- 1892: Willy Schulz-Demmin, deutscher Restaurator, Landschafts- und Bildnismaler
- 1893: Eduard Riesch, deutscher General
- 1894: Fritz Fremersdorf, deutscher Archäologe, Bodendenkmalpfleger und Museumsdirektor
- 1894: Elisabeth Moses, deutsch-amerikanische Kunsthistorikerin und Museumskuratorin
- 1895: Rüdiger Schleicher, deutscher Widerstandskämpfer
- 1896: Sever Burada, rumänischer Maler
- 1896: John Dos Passos, US-amerikanischer Schriftsteller
- 1896: Kurt Guggenheim, Schweizer Schriftsteller
- 1896: Heinz Lampe, deutscher SA-Führer und Politiker, MdR
- 1896: Hugh Lofting, britischer Schriftsteller
- 1896: Hans J. Salter, österreichisch-US-amerikanischer Dirigent und Komponist
- 1897: Vaso Čubrilović, serbischer Historiker und Politiker, Minister
- 1897: Josef von Gadolla, österreichisch-deutscher Offizier
- 1897: Hasso von Manteuffel, deutscher General
- 1897: Cagnaccio di San Pietro, italienischer Maler
- 1898: Hermann Breymann, deutscher Kommunalpolitiker
- 1899: Carlos P. Rómulo, philippinischer Politiker und Diplomat, Präsident der UN-Vollversammlung, Botschafter, Minister
- 1899: Fritz Bayerlein, deutscher General

### 20. Jahrhundert

#### 1901–1925

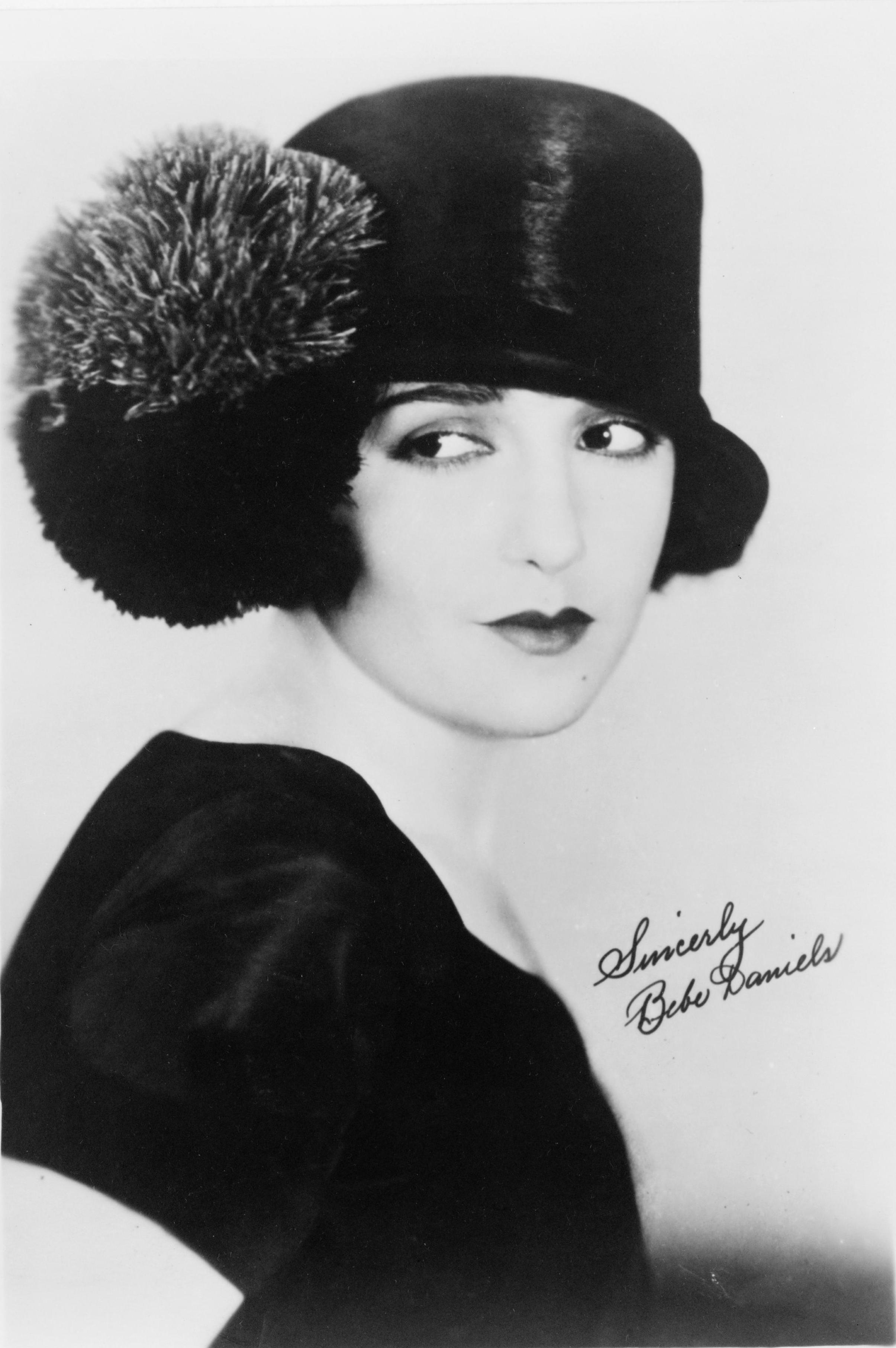
Bebe Daniels (* 1901)

- 1901: Bebe Daniels, US-amerikanische Schauspielerin
- 1901: Alfred Tarski, polnischer Mathematiker und Logiker
- 1904: Henri-Georges Adam, französischer Maler und Bildhauer
- 1904: Cecil Beaton, britischer Fotograf und Schriftsteller
- 1904: Babe Siebert, kanadischer Eishockeyspieler
- 1905: Hanna Fonk, deutsche Malerin
- 1905: Kurt Ganske, deutscher Buchhändler und Verleger
- 1905: Werner Helwig, deutscher Schriftsteller
- 1905: Fukuda Takeo, japanischer Premierminister
- 1906: William Bendix, US-amerikanischer Schauspieler
- 1906: Gerhard Schiedlausky, deutscher KZ-Arzt
- 1907: Paul Dittel, deutscher SS-Obersturmbannführer und Politfunktionär

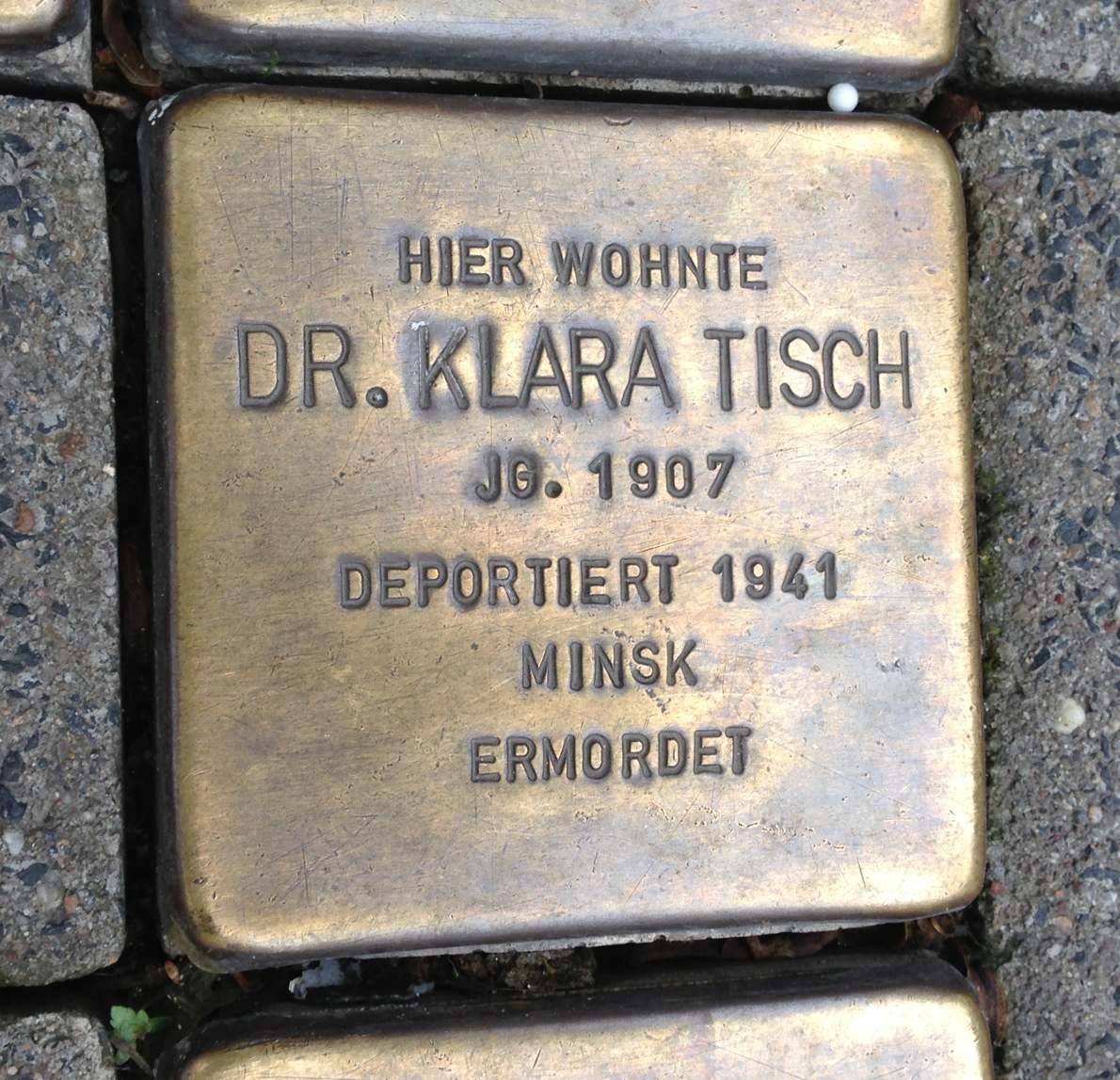
„Stolperstein“ für Cläre Tisch (* 1907)

- 1907: Cläre Tisch, deutsche Wirtschaftswissenschaftlerin, Opfer der Shoah
- 1908: Josef Hornauer, deutscher Fußballspieler
- 1908: Else Wolz, deutsche Schauspielerin

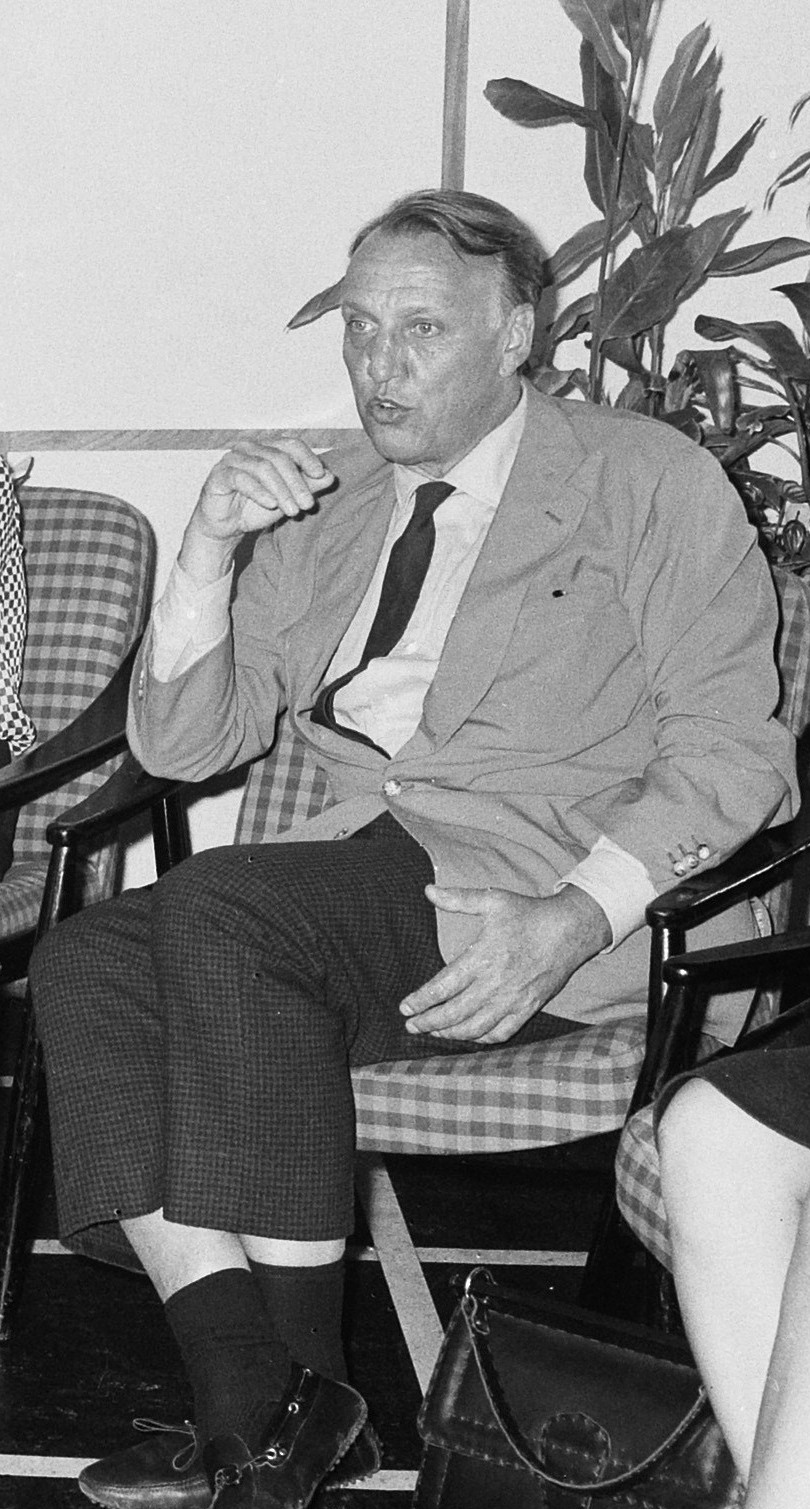
Joseph Losey (* 1909)

- 1909: Joseph Losey, US-amerikanischer Regisseur
- 1909: Ernst Neger, deutscher Dachdecker und Fastnachtssänger
- 1911: Helmut Degen, deutscher Komponist, Organist und Dirigent
- 1911: Heinz Engelmann, deutscher Schauspieler
- 1911: Hans-Martin Majewski, deutscher Filmkomponist
- 1911: Anatoli Naumowitsch Rybakow, russischer Schriftsteller
- 1911: George Tremblay, US-amerikanischer Komponist
- 1912: Rudolf Hagelstange, deutscher Schriftsteller
- 1912: Tillie Olsen, US-amerikanische Schriftstellerin
- 1914: Emmy Andriesse, niederländische Fotografin
- 1914: Joachim Dammer, deutscher Maler und Graphiker
- 1914: Fritz Kläger, deutscher Motorradrennfahrer und -konstrukteur
- 1915: André Frossard, französischer Schriftsteller
- 1915: Felix Kaspar, österreichischer Eiskunstläufer

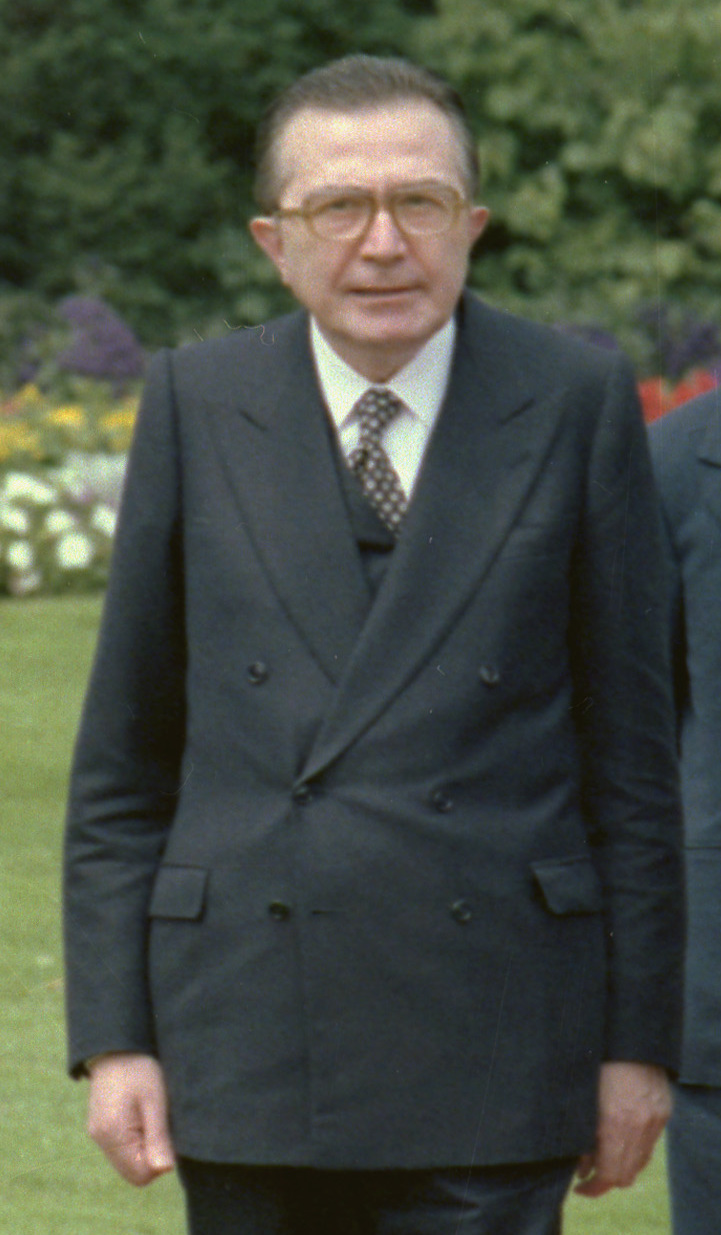
Giulio Andreotti (* 1919)

- 1919: Giulio Andreotti, italienischer Politiker, mehrfacher Minister und Ministerpräsident, Schriftsteller und Journalist
- 1919: Andy Rooney, US-amerikanischer Autor, Radio- und TV-Journalist
- 1920: Jörg Kandutsch, österreichischer Politiker
- 1921: Werner Bergmann, deutscher Kameramann
- 1921: Murray Bookchin, US-amerikanischer Anarchist
- 1922: Zaki Badawi, ägyptischer Gelehrter, Gründer und Direktor der moslemischen Hochschule in London
- 1922: Helga Göring, deutsche Schauspielerin
- 1922: John Stephen Hales, australischer Geschäftsmann und Kirchenfunktionär (Raven-Brüder)
- 1922: Guy Stern, deutschamerikanischer Literaturwissenschaftler
- 1922: Harald Zusanek, österreichischer Schriftsteller
- 1923: Branko Bošnjak, jugoslawisch-kroatischer Philosophieprofessor
- 1924: Bruno Bělčík, tschechischer Geiger
- 1925: Hans Bucka, deutscher Physiker und Hochschullehrer
- 1925: Mishima Yukio, japanischer Schriftsteller und Politaktivist

#### 1926–1950
- 1926: Robert H. Abeles, US-amerikanischer Chemiker
- 1926: Tom Tryon, US-amerikanischer Schauspieler und Schriftsteller
- 1927: Rodolphe Kasser, Schweizer Koptologe
- 1927: Zuzana Růžičková, tschechische Cembalistin und Hochschullehrerin
- 1928: Karl-Heinz Prinz, deutscher Fußballspieler
- 1928: Jürgen Weber, deutscher Bildhauer
- 1928: Garry Winogrand, US-amerikanischer Fotograf
- 1928: Jutta Zoff, deutsche Konzertharfenistin und Pianistin
- 1929: Billy Walker, US-amerikanischer Country-Musiker
- 1930: Jürgen Feindt, deutscher Tänzer und Schauspieler
- 1930: Eckart Friedrichson, deutscher Schauspieler
- 1930: Johnny Grande, US-amerikanischer Musiker (Bill Haley & His Comets)
- 1930: Edgar Howhannisjan, armenischer Komponist
- 1930: William Lienhard, US-amerikanischer Basketballspieler
- 1930: Christian Poirot, französischer Automobilrennfahrer und Rennstallbesitzer
- 1930: Kenny Wheeler, kanadischer Jazz-Trompeter und Komponist
- 1931: Yves Berger, französischer Schriftsteller
- 1931: Georgine Darcy, US-amerikanische Schauspielerin
- 1931: Elmar Gunsch, österreichischer Moderator und Autor
- 1931: Juraj Pospíšil, slowakischer Komponist, Musikwissenschaftler und Musikpädagoge

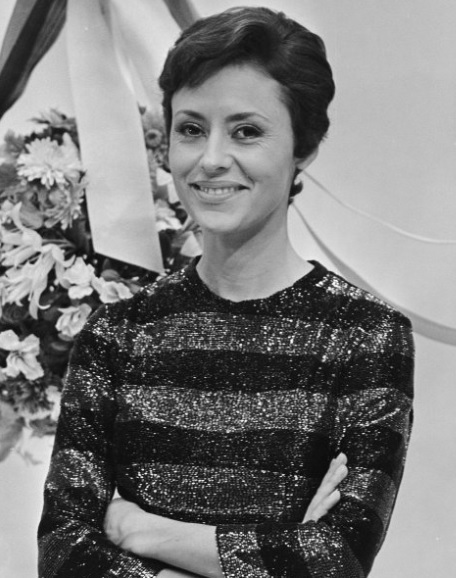
Caterina Valente (* 1931)

- 1931: Caterina Valente, italienische Schauspielerin und Sängerin
- 1932: Harriet Andersson, schwedische Schauspielerin
- 1932: Don Garlits, US-amerikanischer Rennfahrer
- 1932: Olaf Koch, deutscher Dirigent und Hochschullehrer
- 1932: Grady Tate, US-amerikanischer Jazzsänger und -schlagzeuger
- 1933: Stan Brakhage, US-amerikanischer Regisseur
- 1934: Richard Briers, britischer Schauspieler
- 1934: Hans Deinzer, deutscher Klarinettist und Musikpädagoge
- 1934: Marek Hłasko, polnischer Schriftsteller
- 1934: Frieder Liebendörfer, Schweizer Musiker und Autor
- 1934: Alberto Rodríguez Larreta, argentinischer Automobilrennfahrer
- 1934: Dana Němcová,  tschechische Psychologin, Politikerin und Bürgerrechtlerin
- 1935: Werner Adam, deutscher Journalist und Germanist
- 1935: Ulrich Goerdten, deutscher Schriftsteller, Kleinverleger und Bibliothekar
- 1935: Sepp Viellechner, deutscher Sänger
- 1935: Lucille Wheeler, kanadische Skirennläuferin
- 1935: Jacob Yuchtman, sowjetisch-US-amerikanischer Schachspieler
- 1936: Thomas Briccetti, US-amerikanischer Komponist, Pianist und Dirigent
- 1936: H. G. Francis, deutscher Science-Fiction-Autor
- 1936: Reiner Klimke, deutscher Dressurreiter und Politiker
- 1936: Ljudmila Iossifowna Pinajewa, sowjetische Kanutin
- 1937: Horst Becking, deutscher Maler
- 1937: Sonja Deutsch, deutsche Schauspielerin
- 1937: Bent Mejding, dänischer Schauspieler
- 1937: Billie Jo Spears, US-amerikanische Country-Sängerin
- 1938: Jack Jones, US-amerikanischer Sänger
- 1938: Klaus Dieter Kern, deutscher Kirchenmusikdirektor und Propsteikantor
- 1938: Indira Nath, indische Immunologin
- 1938: Allen Toussaint, US-amerikanischer Musiker
- 1939: Jean-Christophe Ammann, Schweizer Kunsthistoriker und Kurator
- 1939: Axel Gerlach, deutscher Politiker
- 1939: Reiner Protsch, deutscher Anthropologe
- 1939: Heinz Rosner, deutscher Motorradrennfahrer und Unternehmer
- 1939: Ute Starke, deutsche Turnerin, Europameisterin
- 1940: Roland Benz, deutscher Fußballspieler
- 1940: John Castle, britischer Schauspieler
- 1940: Peter Freiheit, deutscher Komponist, Violoncellist und Pianist
- 1940: Willi Kostrewa, deutscher Fußballspieler
- 1940: Siegmund Nimsgern, deutscher Opern- und Konzertsänger
- 1940: Trevor Nunn, britischer Theater- und Filmregisseur
- 1940: Anni Pede, deutsche Leichtathletin
- 1941: Oscar Quiñones Carrillo, peruanischer Schachspieler und -lehrer

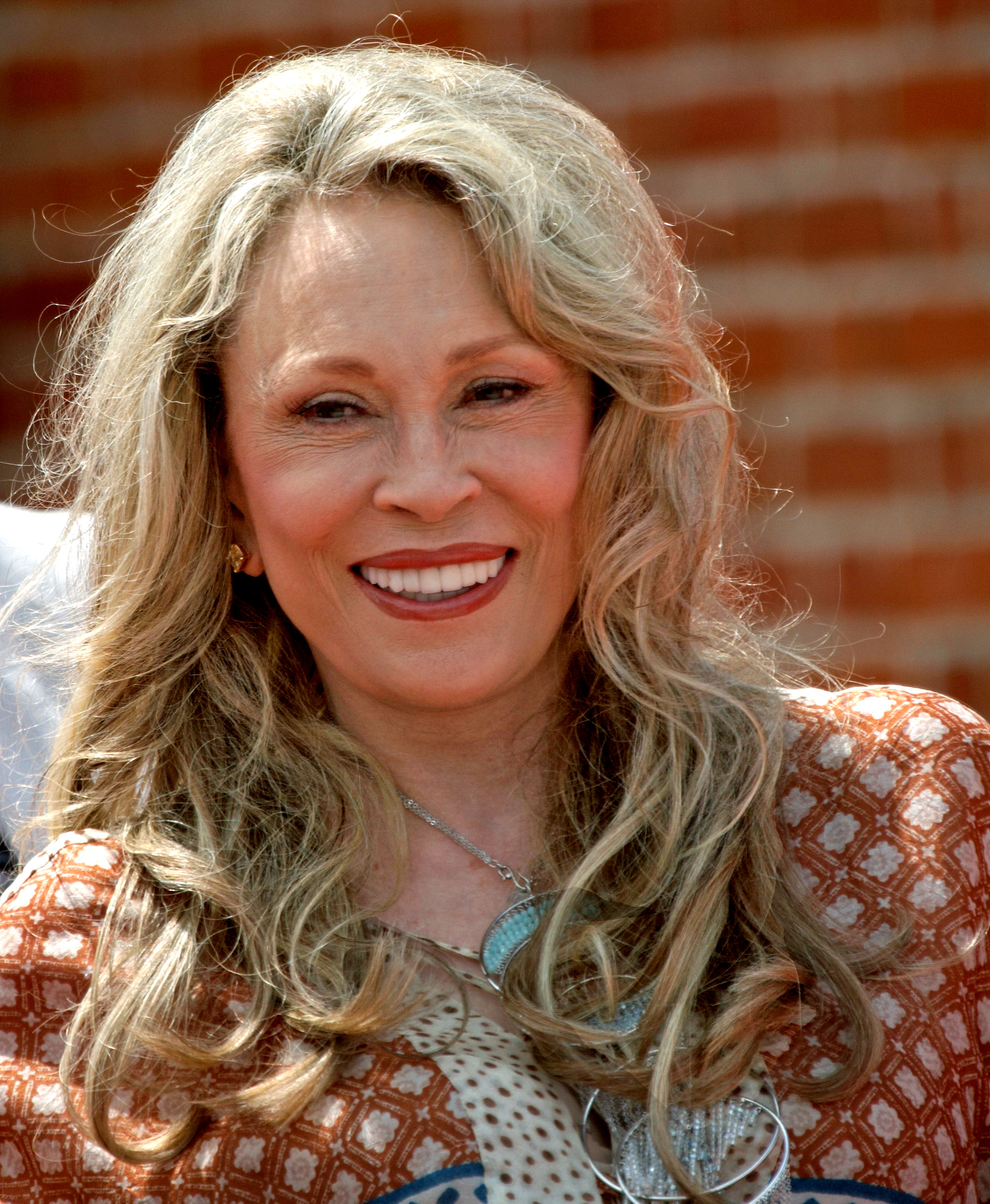
Faye Dunaway (* 1941)

- 1941: Faye Dunaway, US-amerikanische Schauspielerin, Regisseurin und Drehbuchautorin
- 1941: Yoriko Kawaguchi, japanische Politikerin
- 1941: Milan Kučan, slowenischer Politiker und Staatsmann
- 1942: Michael Gwisdek, deutscher Schauspieler
- 1942: Michael Skasa, deutscher Journalist und Radiomoderator
- 1942: Jürgen Wölbing, deutscher Zeichner und Grafiker
- 1943: Angelo Bagnasco, italienischer Erzbischof von Genua und Kardinal
- 1943: Christian Gouttepifre, französischer Autorennfahrer
- 1943: Lena Hjelm-Wallén, schwedische Politikerin
- 1943: Mariss Jansons, lettischer Dirigent
- 1943: Shannon Lucid, US-amerikanische Astronautin
- 1943: José Luis Rodríguez González, venezolanischer Sänger und Schauspieler
- 1943: Holland Taylor, US-amerikanische Schauspielerin
- 1943: Manfred Wolke, deutscher Boxer und Boxtrainer, Olympiasieger

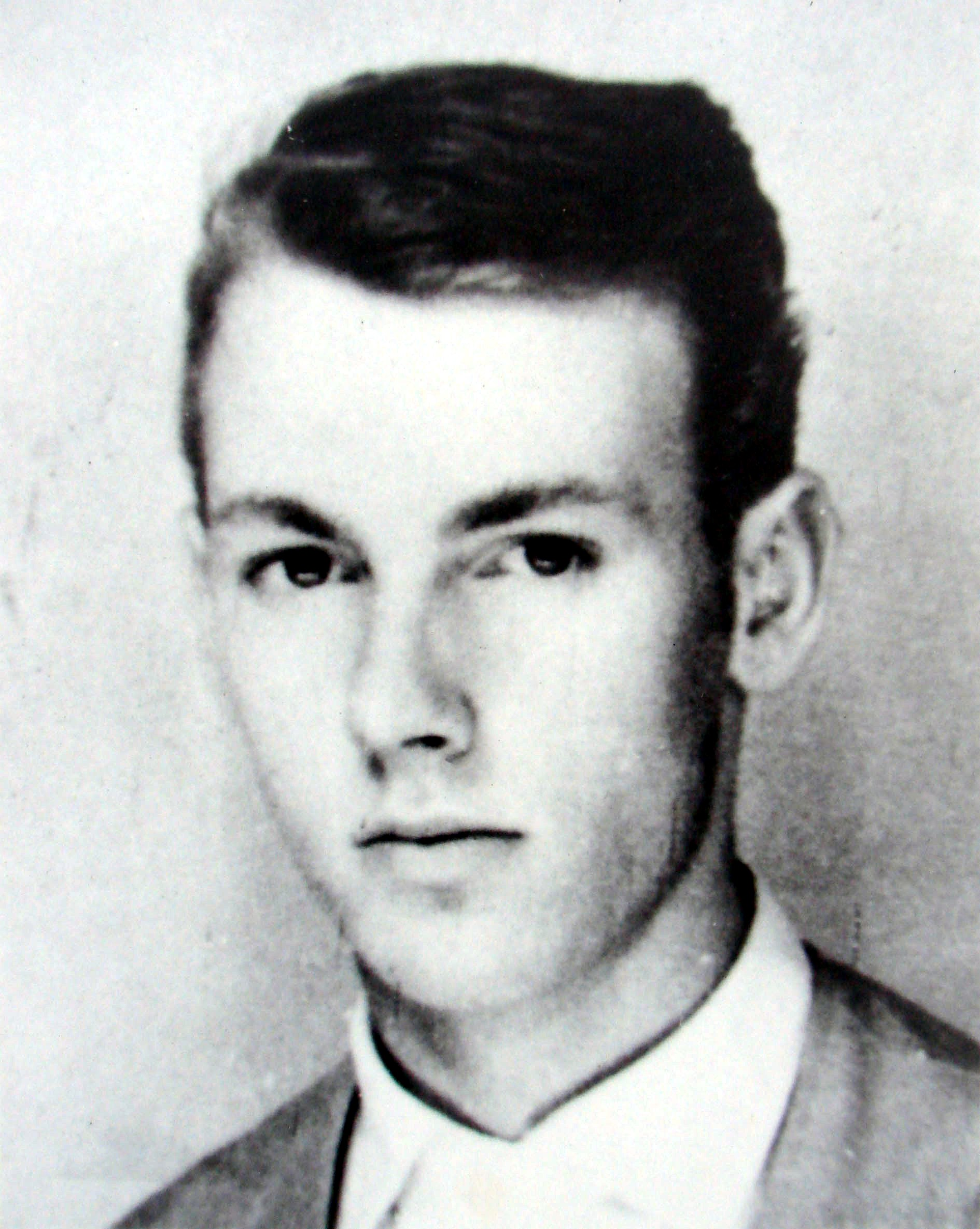
Peter Fechter (* 1944)

- 1944: Peter Fechter, deutsches Maueropfer
- 1944: Uschi Nerke, deutsche Architektin und Moderatorin
- 1944: Luise F. Pusch, deutsche Sprachwissenschaftlerin
- 1944: John Rea, kanadischer Komponist
- 1944: Makiko Tanaka, japanische Politikerin
- 1945: Anselm Grün, deutscher Benediktinermönch und Autor
- 1945: Wolfgang John, deutscher Fußballspieler
- 1945: Karlheinz Rost, deutscher Handballtrainer und Handballspieler
- 1945: Hubertus Schmoldt, deutscher Gewerkschaftsfunktionär
- 1946: Howard Carpendale, südafrikanischer Schlagersänger und Komponist
- 1946: Bernd Haake, deutscher Eishockeytrainer
- 1946: Harold Shipman, britischer Mediziner und Serienmörder
- 1947: Ina Deter, deutsche Musikerin

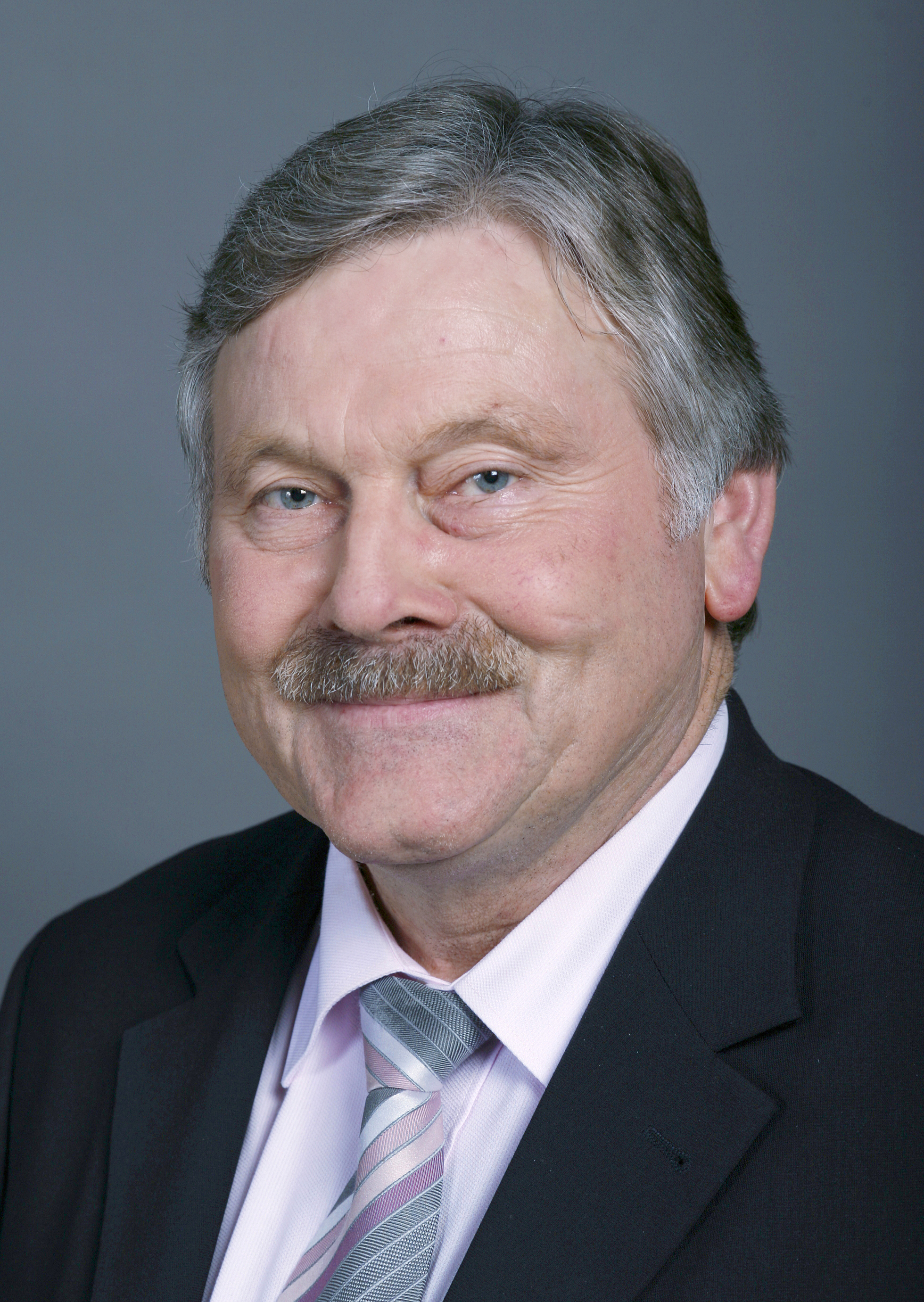
Hans Fehr (* 1947)

- 1947: Hans Fehr, Schweizer Politiker
- 1947: Ian Harrower, britischer Automobilrennfahrer
- 1947: Peter Nogly, deutscher Fußballspieler
- 1947: Rubén Olivares, mexikanischer Boxer
- 1947: Ernst Wohlwend, Schweizer Politiker
- 1947: Susanne Vill, deutsche Musikwissenschaftlerin und Theaterwissenschaftlerin
- 1948: T Bone Burnett, US-amerikanischer Rockmusiker und -produzent
- 1948: Waleri Borissowitsch Charlamow, russischer Eishockeyspieler
- 1948: Jean-Paul Rostagni, französischer Fußballspieler
- 1948: Gian Piero Ventura, italienischer Fußballspieler und -trainer
- 1948: Carl Weathers, US-amerikanischer Schauspieler
- 1949: Alireza Azizi, iranischer Fußballspieler
- 1949: Lawrence Kasdan, US-amerikanischer Regisseur, Drehbuchautor und Schauspieler
- 1950: Ernst Good, Schweizer Skirennfahrer
- 1950: Hanne Haller, deutsche Sängerin
- 1950: R.P.S. Lanrue, deutscher Musiker (Ton Steine Scherben)

#### 1951–1975

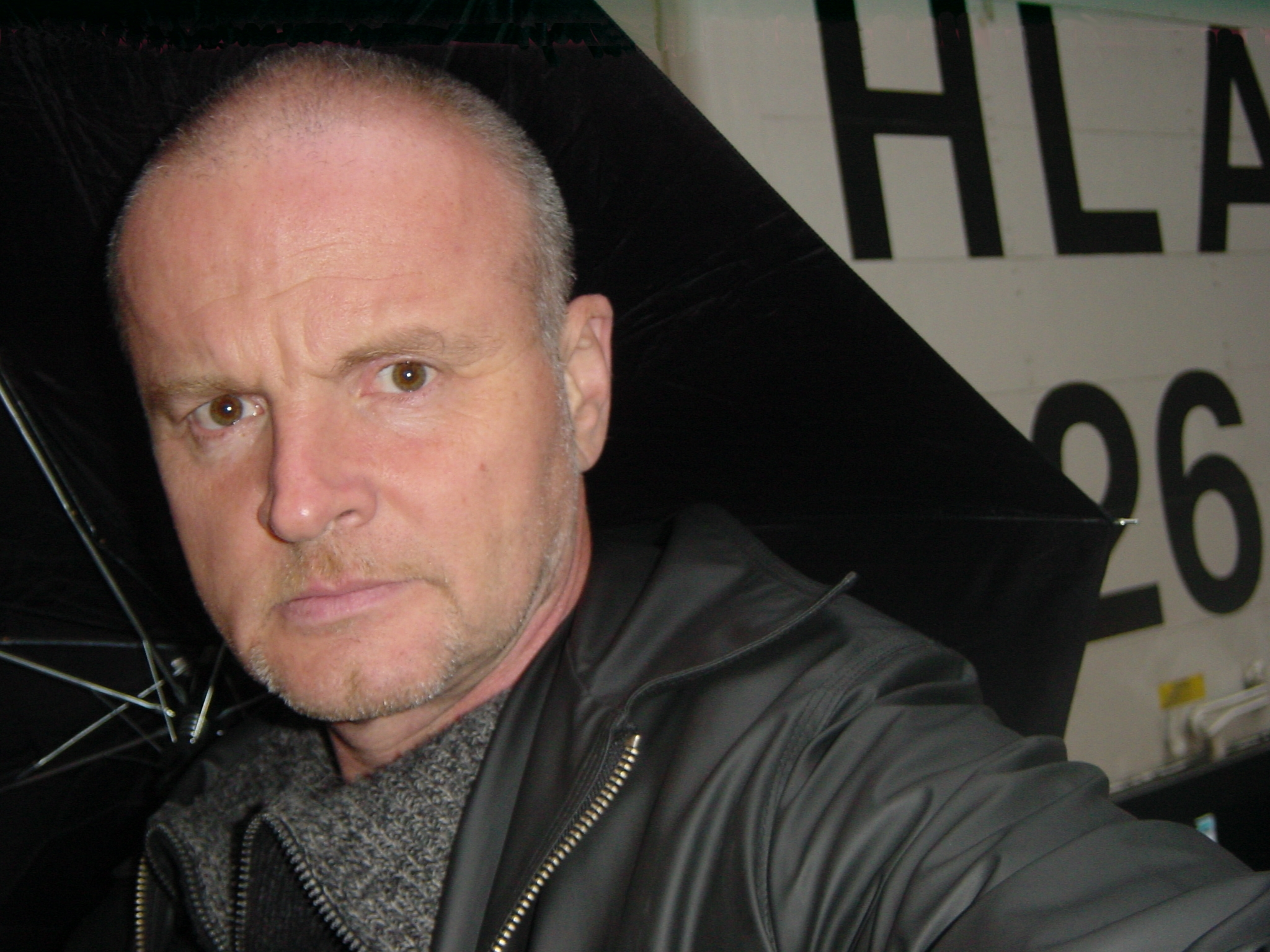
Martin Auer (* 1951)

- 1951: Martin Auer, österreichischer Schriftsteller
- 1951: Fița Lovin, rumänische Leichtathletin, Olympiamedaillengewinnerin
- 1951: Martin Walde, sorbischer Kulturwissenschaftler
- 1952: Gaby Berger, deutsche Schlagersängerin
- 1952: Elmar Gutmann, deutscher Musiker, Synchronsprecher und Schauspieler
- 1952: Klaus Jensen, deutscher Politiker und Unternehmer
- 1952: Călin Popescu-Tăriceanu, rumänischer Regierungschef
- 1952: Brigitte Sindelar, österreichische Psychologin und Psychotherapeutin
- 1953: Gunter Amler, deutscher Fußballspieler
- 1953: Wolfgang Böck, österreichischer Schauspieler
- 1953: Gagey Mrozeck, deutscher Gitarrist
- 1954: Jim Duggan, US-amerikanischer Wrestler
- 1954: Herbert Feurer, österreichischer Fußballspieler
- 1954: Karl Thomas Fehr, deutscher Mineraloge
- 1955: Dietmar Demuth, deutscher Fußballspieler

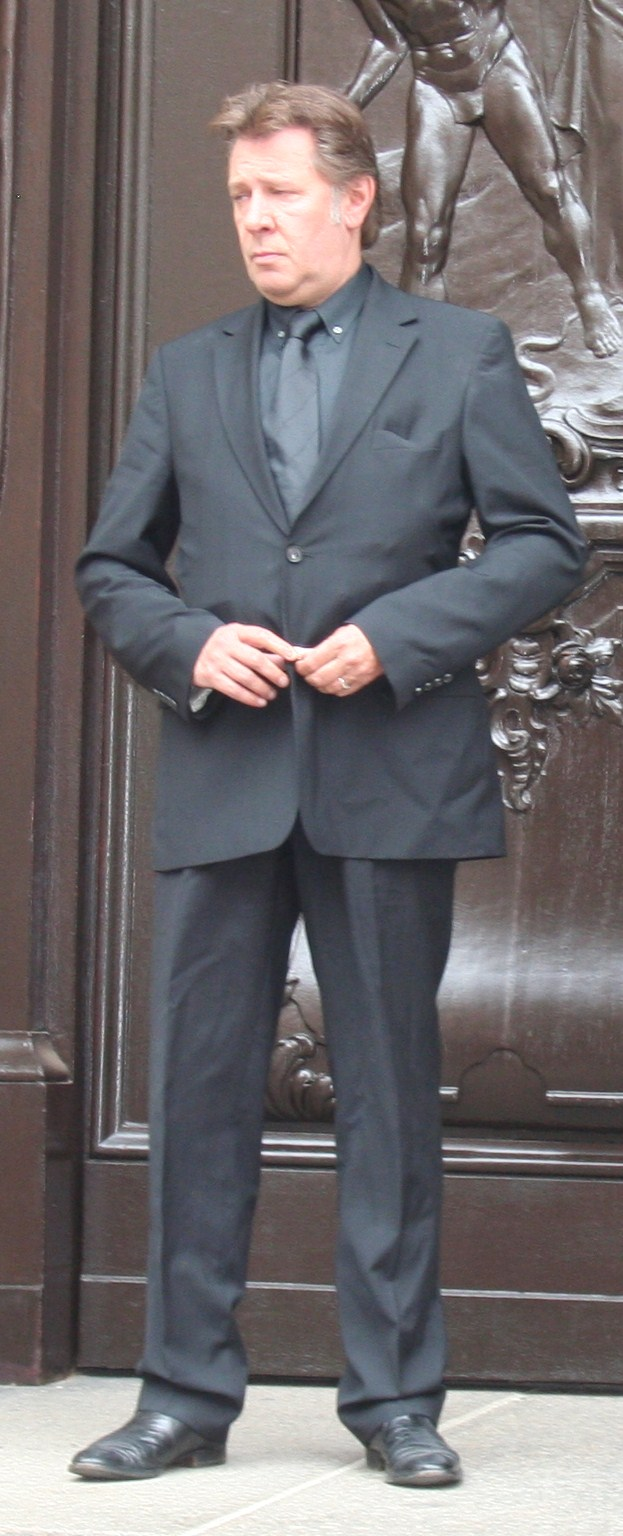
Jan Fedder (* 1955)

- 1955: Jan Fedder, deutscher Schauspieler
- 1955: Dominique Rocheteau, französischer Fußballspieler
- 1955: Matthias Rößler, deutscher Politiker
- 1956: Étienne Daho, algerisch-französischer Popsänger
- 1956: Ben Heppner, kanadischer Sänger
- 1957: David Bergen, kanadischer Schriftsteller
- 1957: Steve Jordan, US-amerikanischer Produzent, Songschreiber und Musiker
- 1958: Patricia Morrison, US-amerikanische Bassistin, Sängerin und Songwriterin
- 1959: René Creemers, niederländischer Jazzmusiker
- 1959: Bernd Franke, deutscher Komponist
- 1959: Nguyên Lê, französischer Weltmusik- und Jazz-Gitarrist und Komponist vietnamesischer Herkunft
- 1960: Marcia Barbosa, brasilianische Physikerin, Wasserforscherin
- 1960: Andrea Fischer, deutsche Politikerin, MdB
- 1960: Edward St Aubyn, britischer Schriftsteller
- 1961: Christian Henking, Schweizer Komponist, Dirigent und Chorleiter
- 1961: Tom Kummer, Schweizer Journalist
- 1961: Mike Tramp, dänischer Rockmusiker
- 1962: Elke Büdenbender, deutsche Juristin
- 1962: Jeff Cronenweth, US-amerikanischer Kameramann
- 1962: Antonia Langsdorf, deutsche Astrologin und Fernsehmoderatorin
- 1962: Bea Trampenau, deutsche Sozialarbeiterin, Feministin und LGBT-Aktivistin
- 1963: Christofer von Beau, deutscher Schauspieler
- 1963: Frank Dahmke, deutscher Handballspieler

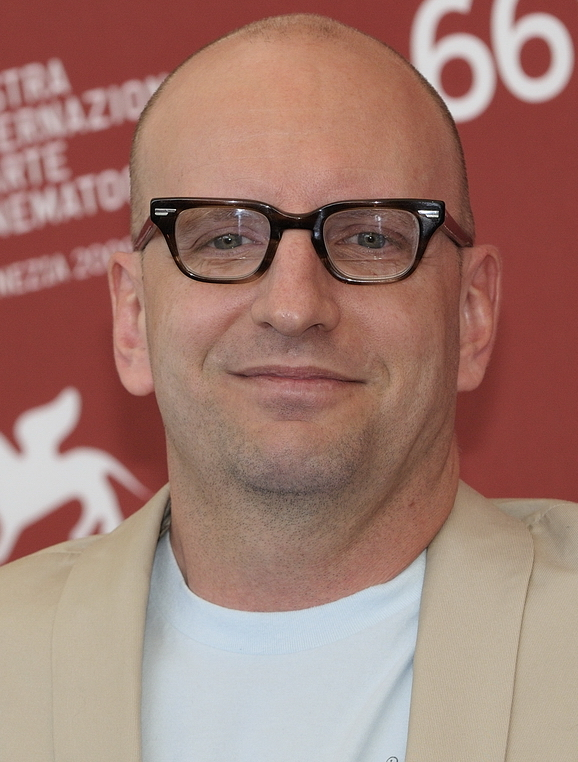
Steven Soderbergh (* 1963)

- 1963: Steven Soderbergh, US-amerikanischer Filmregisseur
- 1963: Stefan Stricker, deutscher Travestiekünstler
- 1964: Mark Addy, britischer Schauspieler
- 1964: Astrid Kirschey, deutsche Fotografin
- 1964: Manuela Ruben, deutsche Eiskunstläuferin
- 1964: Uwe Wegmann, deutscher Fußballspieler
- 1965: Roswitha Bindl, deutsche Fußballspielerin
- 1965: Michael Hennrich, deutscher Politiker
- 1965: Désirée Nosbusch, luxemburgische Moderatorin und Schauspielerin
- 1965: Slick Rick, US-amerikanischer Rapper
- 1966: Günter Abel, deutscher Fußballspieler und -trainer
- 1966: Paul Elstak, niederländischer Musikproduzent
- 1966: Marco Hietala, finnischer Bassist und Sänger
- 1966: Dan Schneider, US-amerikanischer Drehbuchautor, Filmproduzent und -schauspieler
- 1967: Emily Watson, britische Filmschauspielerin
- 1967: Zakk Wylde, US-amerikanischer Gitarrist und Sänger

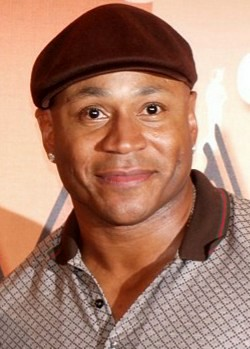
LL Cool J (* 1968)

- 1968: LL Cool J, US-amerikanischer Rapper und Schauspieler
- 1968: Karsten Mende, deutscher Eishockeyspieler und -manager
- 1968: Stefanie Osenberg, deutsche Handballspielerin und -trainerin
- 1968: Andreas Sassen, deutscher Fußballspieler
- 1968: Patricia Schäfer, deutsche Fernsehmoderatorin
- 1969: Dave Grohl, US-amerikanischer Musiker
- 1969: Jason Bateman, US-amerikanischer Schauspieler
- 1969: Sergio Zárate, argentinischer Fußballspieler
- 1970: Nili Abramski, israelische Langstreckenläuferin
- 1970: Fazıl Say, türkischer Pianist und Komponist
- 1971: Christian Bau, deutscher Koch
- 1971: Sarah Hicks, japanisch-amerikanische Dirigentin
- 1971: Thomas Hellriegel, deutscher Triathlet
- 1971: Lasse Kjus, norwegischer Skirennläufer
- 1971: Susann Uplegger, deutsche Schauspielerin
- 1972: Sven Epiney, Schweizer Radio- und Fernsehmoderator
- 1972: Raimondas Rumšas, litauischer Radrennfahrer
- 1973: Artur Ajwasjan, ukrainischer Sportschütze
- 1973: Franz Essl, österreichischer Ökologe

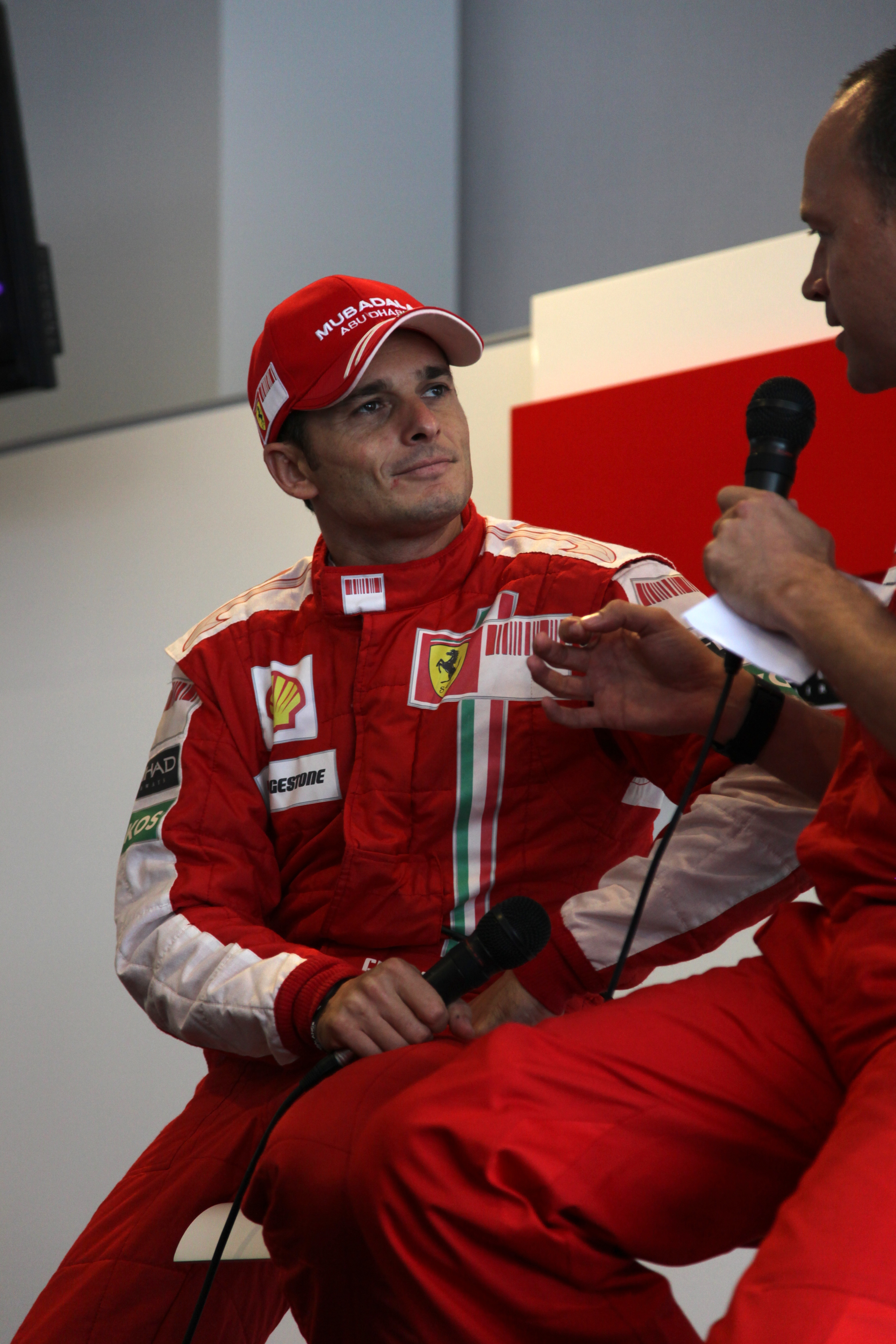
Giancarlo Fisichella (* 1973)

- 1973: Giancarlo Fisichella, italienischer Automobilrennfahrer
- 1973: Christian Gläsel, deutscher Unternehmer und Automobilrennfahrer
- 1973: Illmatic, deutscher Rapper
- 1974: Kevin Durand, kanadischer Schauspieler
- 1974: Stavroula Kozompoli, griechische Wasserballspielerin
- 1974: Petra Lämmel, deutsche Schauspielerin
- 1974: Rastislav Michalík, tschechischer Fußballspieler
- 1975: Boris Amromin, israelischer Eishockeyspieler
- 1975: Carlos Chaile, argentinischer Fußballspieler
- 1975: Taylor Hayes, US-amerikanische Pornodarstellerin
- 1975: Jordan Ladd, US-amerikanische Schauspielerin
- 1975: Rune Melby, norwegischer Musiker und Schauspieler

#### 1976–2000

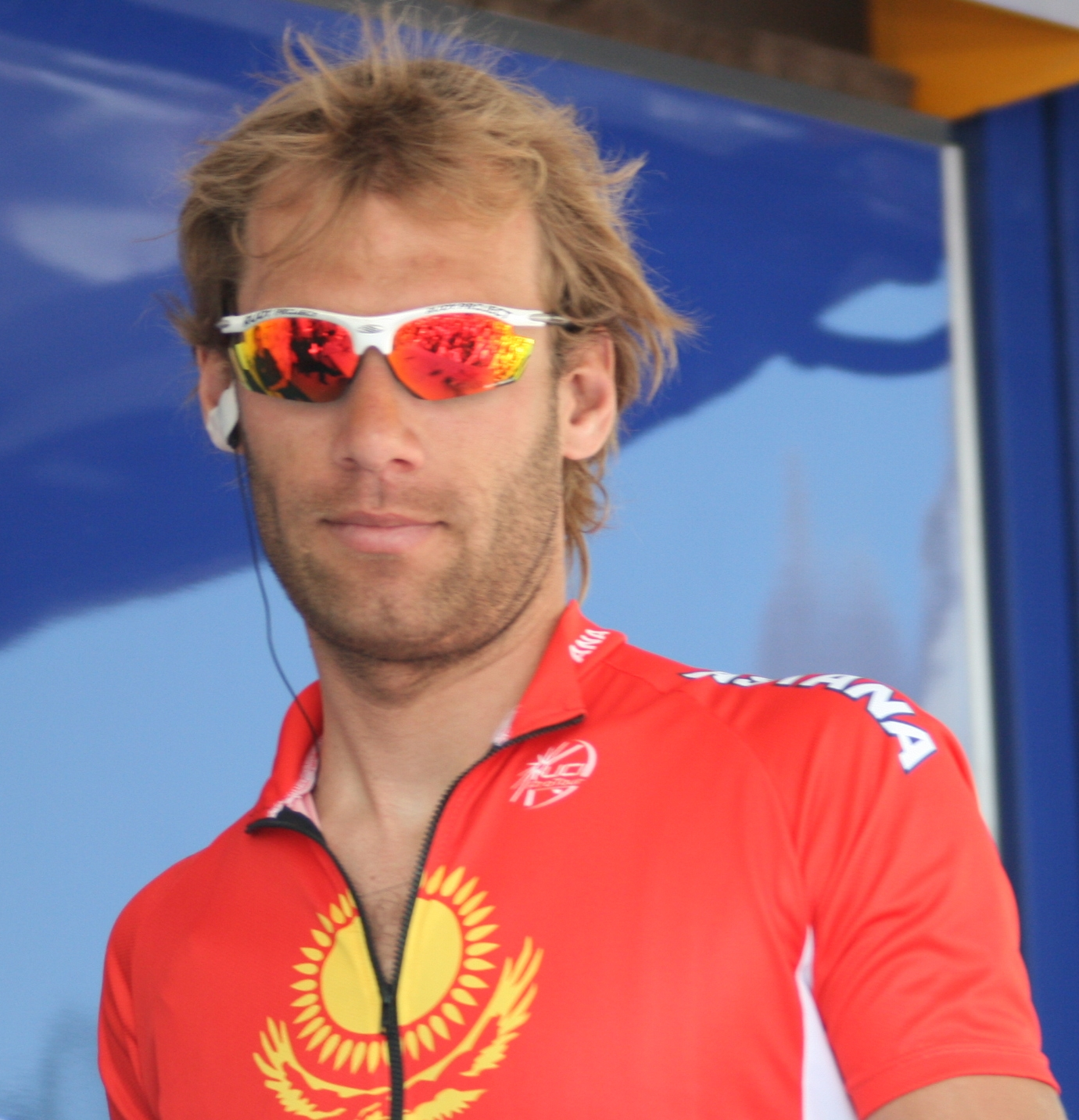
Benoît Joachim (* 1976)

- 1976: Benoît Joachim, luxemburgischer Radrennfahrer
- 1976: Martin Knold, norwegischer Eishockeyspieler
- 1977: Uwe Hardter, deutscher Radrennfahrer
- 1977: Narain Karthikeyan, indischer Automobilrennfahrer
- 1978: Abdelaziz Ahanfouf, deutsch-marokkanischer Fußballspieler
- 1978: Wladimir Borissowitsch Antipow, russischer Eishockeyspieler
- 1978: Shawn Crawford, US-amerikanischer Leichtathlet
- 1979: Chris Albright, US-amerikanischer Fußballspieler
- 1980: Oliver Arno, österreichischer Musicaldarsteller
- 1980: Cory Gibbs, US-amerikanischer Fußballspieler
- 1981: Maren Baumbach, deutsche Handballspielerin
- 1981: Hyleas Fountain, US-amerikanische Leichtathletin
- 1981: Sergey Lagutin, usbekischer Radrennfahrer
- 1981: Garfield Reid, jamaikanischer Fußballspieler
- 1982: Lawrence Aidoo, ghanaischer Fußballspieler
- 1982: Kamila Anna Augustyn, polnische Badmintonspielerin

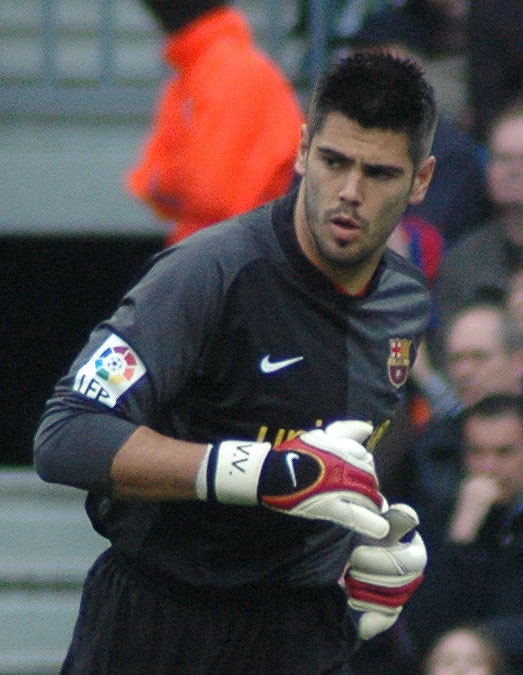
Víctor Valdés (* 1982)

- 1982: Víctor Valdés, spanischer Fußballspieler
- 1982: Markus Wagesreiter, österreichischer Handballspieler
- 1983: Juan Mauricio Soler Hernández, kolumbianischer Radrennfahrer
- 1983: Rainer Schwartz, deutscher Fußballspieler
- 1984: Mike Pelfrey, US-amerikanischer Baseballspieler
- 1985: Martin Putze, deutscher Bobsportler
- 1985: Nicole Schuster, deutsche Schriftstellerin
- 1986: Cristina Aicardi, peruanische Badmintonspielerin
- 1986: Terje Hilde, norwegischer Skispringer
- 1986: Stefanie Sargnagel, österreichische Schriftstellerin
- 1987: Dennis Aogo, deutscher Fußballspieler
- 1987: Jeremias Koschorz, deutscher Schauspieler
- 1988: Ruben Bemelmans, belgischer Tennisspieler
- 1988: Alexander Eberlein, deutscher Fußballspieler

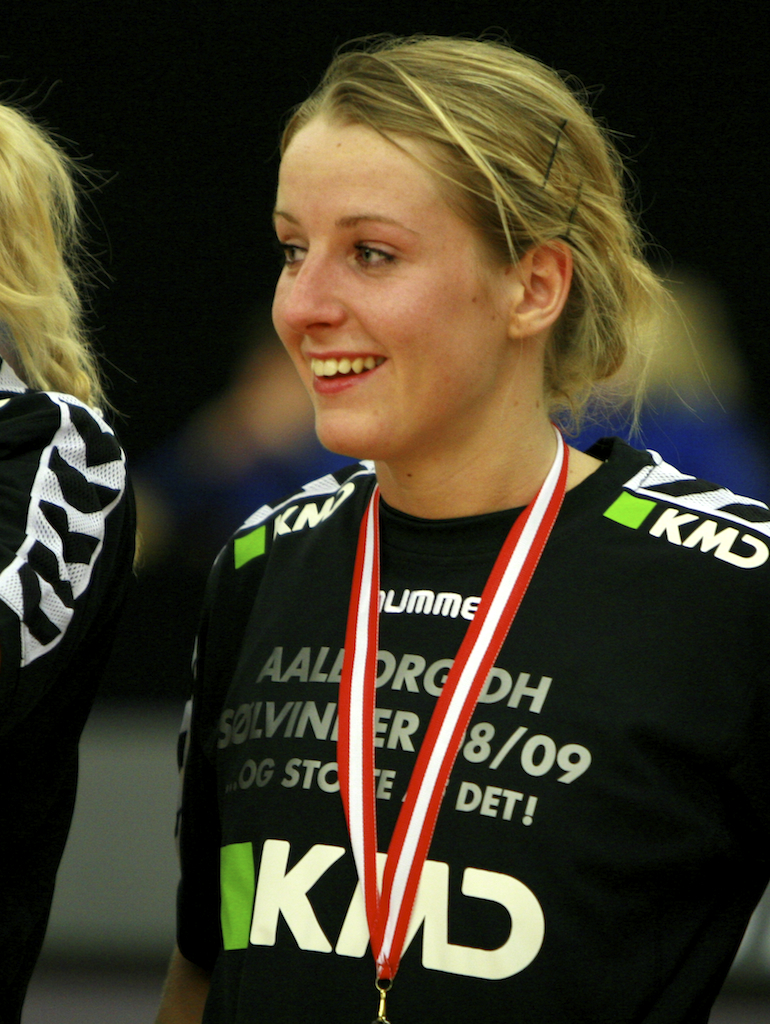
Lærke Møller (* 1989)

- 1989: Lærke Møller, dänische Handballspielerin
- 1989: Aomi Muyock, Schweizer Schauspielerin
- 1992: Mikke Leinonen, finnischer Nordischer Kombinierer
- 1992: James O’Shaughnessy, US-amerikanischer American-Football-Spieler
- 1994: Lotte Flack, deutsch-britische Schauspielerin
- 1994: Thomas Hettegger, österreichischer Skirennläufer
- 1994: Gisela Pulido, spanische Kitesurferin
- 1994: Carolin Worbs, deutsche Fernsehautorin
- 1994: Vivien Wulf, deutsche Schauspielerin
- 1994: Lucas Krzikalla, deutscher Handballspieler
- 1995: Christian Ortag, deutscher Fußballtorwart
- 1997: Francesco Bagnaia, italienischer Motorradrennfahrer
- 1997: Christoph Greger, deutscher Fußballspieler
- 1998: Nick Romeo Reimann, deutscher Schauspieler
- 1999: Ștefan-Constantin Berariu, rumänischer Ruderer
- 1999: Luca Colnaghi, italienischer Radrennfahrer
- 1999: Javi Montero, spanischer Fußballspieler
- 1999: Declan Rice, englisch-irischer Fußballspieler
- 2000: Jonathan David, kanadisch-haitianischer Fußballspieler
- 2000: Anian Sossau, deutscher Skilangläufer
- 2000: Marcel Żyłła, polnisch-deutscher Fußballspieler

### 21. Jahrhundert
- 2001: Albin Berisha, kosovarischer Fußballspieler
- 2001: Valentin Paret-Peintre, französischer Radrennfahrer
- 2001: Anssi Suhonen, finnischer Fußballspieler
- 2001: Alexander Türk, deutscher Kinderdarsteller
- 2005: Oleksandra Merkuschyna, ukrainische Biathletin

## Gestorben

### Vor dem 16. Jahrhundert
- 0453: Ingyō, japanischer Kaiser
- 0973: Ekkehard I. von St. Gallen, Schweizer Mönch, Dekan des Klosters St. Gallen
- 1044: Adelheid I., fränkische Kaisertochter, Äbtissin der Stifte Quedlinburg, Gandersheim, Gernrode und Frose
- 1092: Vratislav II., König von Böhmen
- 1163: Ladislaus II., ungarischer Gegenkönig
- 1191: Berno, erster Bischof von Schwerin und Apostel der Abodriten
- 1236: Sava von Serbien, erster orthodoxer Erzbischof von Serbien, Schriftsteller und apostelgleicher Heiliger der christlichen Orthodoxen Kirchen
- 1238: Brunward, Bischof von Schwerin
- 1270: Walter de Dunstanville, englischer Ritter
- 1301: Andreas III., König von Ungarn
- 1331: Odorich von Portenau, italienischer Franziskaner und Weltreisender
- 1334: Nikolaus von Stralendorf, Domherr zu Lübeck und zu Schwerin
- 1380: Albrecht von Sternberg, Bischof von Schwerin, Bischof von Leitomischl und Erzbischof von Magdeburg
- 1380: Johann Očko von Wlašim, Bischof von Olmütz, Erzbischof von Prag und Berater Kaiser Karls IV.
- 1458: Anna von Plauen, Äbtissin von Quedlinburg
- 1460: Adelheid von Plassenberg, Äbtissin des Klosters Himmelkron
- 1465: Thomas Beckington, Bischof von Bath und Wells
- 1476: John Mowbray, 4. Duke of Norfolk, britischer Adliger
- 1487: Thomas Rode, mecklenburgischer Geistlicher, Domherr und Propst

### 16. bis 18. Jahrhundert
- 1507: William Hay, 3. Earl of Erroll, schottischer Adliger und Diplomat
- 1519: Wendelin Steinbach, deutscher Theologe
- 1527: Stefan IV., Woiwode des Fürstentums Moldau
- 1528: Leonhard Schiemer, österreichischer Märtyrer der Täuferbewegung
- 1539: Giovanni Antonio da Pordenone, italienischer Maler
- 1575: Barbara Uthmann, deutsche Unternehmerin im Erzgebirge
- 1577: Jakob Bagge, norwegischer Seeoffizier und Admiral der Schwedischen Marine
- 1589: Francis Kett, englischer Arzt
- 1592: Pedro de Moya y Contreras, spanischer Bischof der katholischen Kirche und Vizekönig von Neuspanien
- 1616: Theodor Riphan, deutscher Weihbischof zu Köln
- 1626: Jakob Fugger, Fürstbischof von Konstanz
- 1628: Francesc Ribalta, spanischer Maler
- 1634: Gómez Suárez de Figueroa, duque de Feria, spanischer Staatsmann und General
- 1635: Heinrich Schickhardt, deutscher Baumeister
- 1659: Henri II. de Savoie-Nemours, Herzog von Nemours
- 1660: Thomas Welles, englischer Politiker, Gouverneur der Colony of Connecticut
- 1664: Françoise Madeleine d’Orléans, Herzogin von Savoyen
- 1670: Philippe Spinola von Bruay, Offizier in spanischen Diensten und Gouverneur von Wallonisch-Flandern (* 1612)
- 1676: Francesco Cavalli, italienischer Komponist und Organist
- 1684: Alvise Contarini, 106. Doge von Venedig
- 1687: Othmar Appenzeller, Schweizer Bürgermeister
- 1689: Georg Wiegner, deutscher Jurist und Bürgermeister von Dresden
- 1701: Tokugawa Mitsukuni, japanischer Fürst
- 1705: Bernardus Cuelmann westfälischer Zisterzienser und Abt des Klosters Marienfeld
- 1709: Kambaksh, Prinz der indischen Mogul-Dynastie
- 1711: Sophie Eleonore von Braunschweig-Wolfenbüttel-Bevern, welfische Prinzessin und Kanonissin im Stift Gandersheim
- 1718: Andreas Dietrich Apel, deutscher Handelsherr und Seidenfabrikant
- 1719: Lorenz Luidl, bayerischer Bildhauer
- 1732: Ubaldo Ricci, italienischer Maler
- 1752: Devasahayam Pillai, indischer Konvertit zum Katholizismus und Märtyrer, Seliger der katholischen Kirche

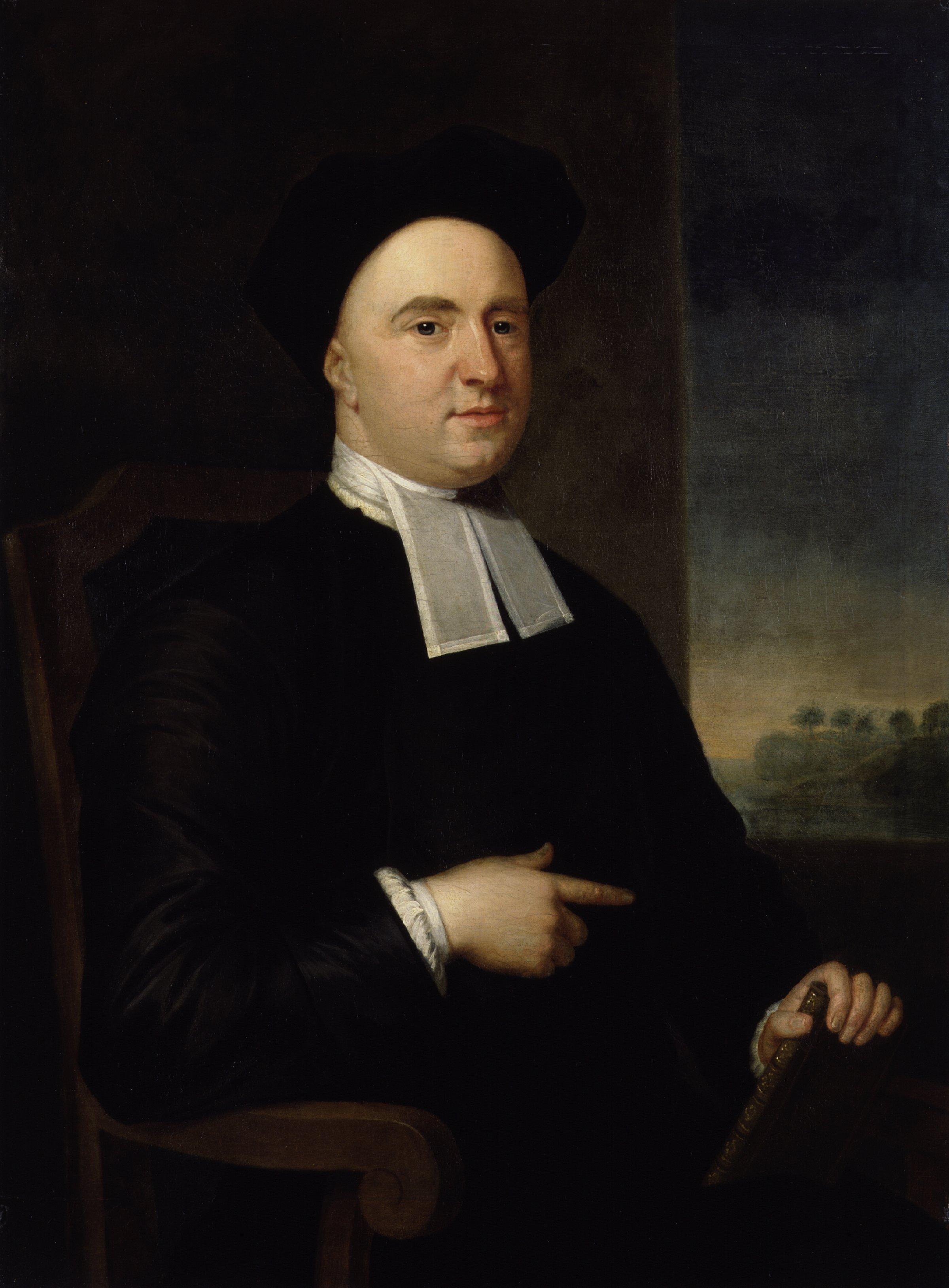
George Berkeley († 1753)

- 1753: George Berkeley, britischer Empirist und Philosoph
- 1755: Konrad Friedrich Ernst Bierling, deutscher lutherischer Theologe
- 1755: Julius Valentin van Gollenesse, niederländischer Gouverneur von Ceylon
- 1756: Johann Christoph Ungewitter, deutscher reformierter Theologe
- 1766: Friedrich V., dänischer Adliger, König von Dänemark und Norwegen
- 1767: Johann Philipp Crollius, deutscher Pädagoge und Historiker
- 1772: Susanna Margaretha Brandt, deutsche Kindsmörderin
- 1772: Maria von Hannover, britisch-deutsche Adlige, Landgräfin von Hessen-Kassel
- 1776: Edward Cornwallis, britischer Gouverneur von Nova Scotia und Gibraltar
- 1783: Giacomo Cervetto, italienischer Cellist und Komponist
- 1787: Joseph Friedrich von Sachsen-Hildburghausen, Regent von Sachsen-Hildburghausen und kaiserlicher Generalfeldmarschall
- 1789: Christian Gottlieb Gilling, deutscher Theologe
- 1793: Friedrich Bernhard von Prittwitz, deutscher Gutsbesitzer
- 1797: Johann Samuel Diterich, deutscher Kirchenlieddichter

### 19. Jahrhundert
- 1802: Angèle Albrecht, deutsche Tänzerin
- 1813: Ignazio Raimondi, italienischer Geiger, Komponist und Konzertveranstalter
- 1821: Jens Zetlitz, norwegischer Lyriker
- 1823: Ernst von Rüchel, preußischer General der Infanterie
- 1825: Johann Martin Gehrig, deutscher römisch-katholischer Geistlicher
- 1829: Henry Ashley, US-amerikanischer Jurist und Politiker

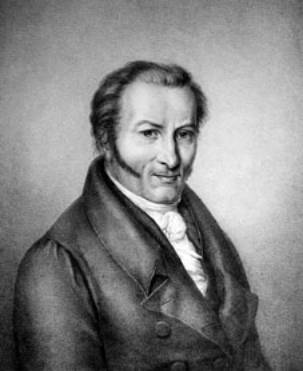
Johann Georg Repsold († 1830)

- 1830: Johann Georg Repsold, deutscher Feinmechaniker
- 1831: Henry Mackenzie, britischer Schriftsteller
- 1837: Augustin Gretillat, Schweizer evangelischer Geistlicher und Hochschullehrer
- 1841: Ignaz Döllinger, deutscher Mediziner
- 1842: Nicolai Hinrichsen Angel, deutscher Instrumenten- und Orgelbauer
- 1848: Robert Adamson, schottischer Chemiker und Fotograf
- 1850: Jean-Frédéric d’Ostervald, Schweizer Kartograph
- 1854: Peter Heinrich Merkens, deutscher Unternehmer und Politiker
- 1855: Johann Christian Jauch senior, hanseatischer Kaufmann
- 1857: Carl Gravenhorst, deutscher Zoologe
- 1858: Friedrich Magnus von Bassewitz, Regierungspräsident in Potsdam
- 1864: Georg Jabin, deutscher Landschaftsmaler
- 1871: Ehrenreich Eichholz, deutscher Redakteur, Schriftsteller und Liberaler
- 1873: Louis Burnier, Schweizer evangelischer Geistlicher und Schulreformer
- 1874: Philipp Reis, deutscher Lehrer und Erfinder
- 1879: Pierre-Théodule Fracheboud, Schweizer Jurist und Politiker
- 1880: Raphael Christen, Schweizer Bildhauer
- 1880: Carl Feer-Herzog, Schweizer Politiker, Unternehmer und Eisenbahnpionier
- 1880: Hans von Prittwitz, russischer Generalmajor
- 1881: Max von Neumayr, deutscher Politiker
- 1884: Philippe Suchard, Schweizer Schokoladenproduzent
- 1887: Friedrich von Amerling, österreichischer Maler
- 1888: Stephen Heller, ungarischer Pianist und Komponist
- 1889: Ilma von Murska, kroatische Opernsängerin (Sopran)
- 1890: Gustav-Adolf Hirn, französischer Physiker
- 1892: Henry Edward Manning, britischer katholischer Theologe, Erzbischof von Westminster und Kardinal
- 1892: Giovanni Simeoni, italienischer Kardinal
- 1892: Albert Victor, Duke of Clarence and Avondale, britischer Prinz
- 1896: Albert Glatzel, deutscher Jurist

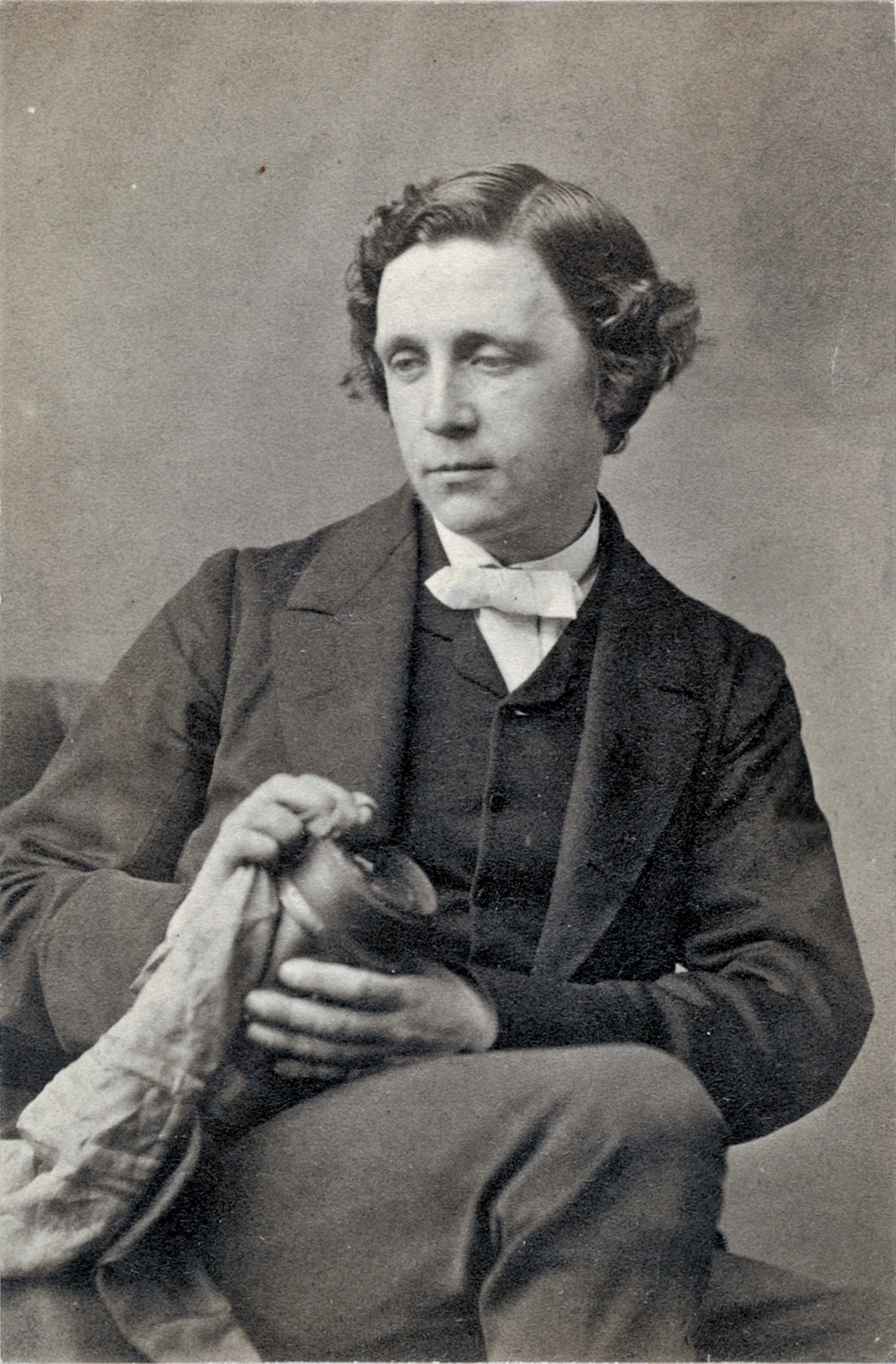
Lewis Carroll († 1898)

- 1898: Lewis Carroll, britischer Schriftsteller (Alice im Wunderland), Mathematiker und Fotograf
- 1900: Rudolf Rüdt von Collenberg-Eberstadt, deutscher Jurist und Landeskommissär

### 20. Jahrhundert

#### 1901–1950
- 1901: Charles Hermite, französischer Mathematiker
- 1902: Cato Maximilian Guldberg, norwegischer Mathematiker und Chemiker
- 1905: Ernst Abbe, deutscher Astronom und Physiker, Optiker und Sozialreformer
- 1907: Wilhelm von Hartel, österreichischer Altphilologe und Minister für Unterricht und Kultus
- 1907: Hermann Iseke, deutscher Dichter
- 1907: Henry Squires, US-amerikanischer Sänger
- 1908: William Livingston Alden, US-amerikanischer Journalist, Schriftsteller und Theosoph
- 1908: Holger Drachmann, dänischer Maler und Dichter
- 1909: Sinowi Petrowitsch Roschestwenski, russischer Admiral

Otto Liebmann († 1912)

- 1912: Otto Liebmann, deutscher Philosoph
- 1912: Leonid Alexandrowitsch Arbusow, russischer Historiker
- 1912: Josue Jean Philippe Valeton der Jüngere, niederländischer Theologe und Orientalist
- 1914: Franz Rudolph Wurlitzer, US-amerikanischer Musikinstrumentenhersteller
- 1915: Oskar Friedrich, deutscher Pädagoge und Autor
- 1916: Otto Ammon, deutscher Anthropologe
- 1916: Adolf von Auer, deutscher Rechtsanwalt
- 1917: Carl Börger, deutscher Orgelbauer
- 1918: Bernhard Weiß, deutscher Theologe
- 1919: Nikolai Stefanowitsch Beschanizki, russisch-orthodoxer Priester und Märtyrer
- 1919: Michael Bleive, russisch-orthodoxer Priester und Märtyrer

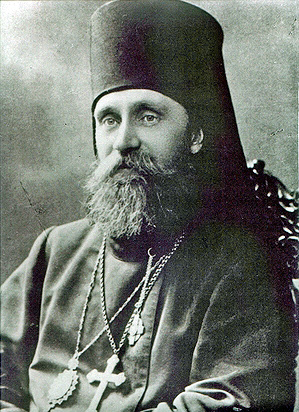
Platon Kulbusch († 1919)

- 1919: Platon Kulbusch, russisch-orthodoxer Bischof von Riga, Märtyrer
- 1919: Carlos Manuel García Vila, dominikanischer Geiger und Musikpädagoge
- 1919: Traugott Hahn, deutsch-baltischer Theologe und Pfarrer, evangelischer Märtyrer
- 1919: Moritz Wilhelm Paul Schwartz, deutsch-baltischer Pfarrer, evangelischer Märtyrer
- 1920: John Francis Dodge, US-amerikanischer Automobilkonstrukteur und Unternehmer
- 1924: Arne Garborg, norwegischer Schriftsteller
- 1924: Géza Zichy, ungarischer Pianist und Komponist
- 1925: Camille Decoppet, Schweizer Bundesrat
- 1929: Jules Rolland, französischer Turner
- 1933: Aenne Biermann, deutsche Fotografin
- 1934: Jean-Baptiste Marchand, französischer Offizier und Afrikaforscher
- 1938: Hans von Ramsay, deutscher Offizier und Forschungsreisender
- 1939: Albert Amlacher, deutscher Lehrer, Pfarrer und Schriftsteller

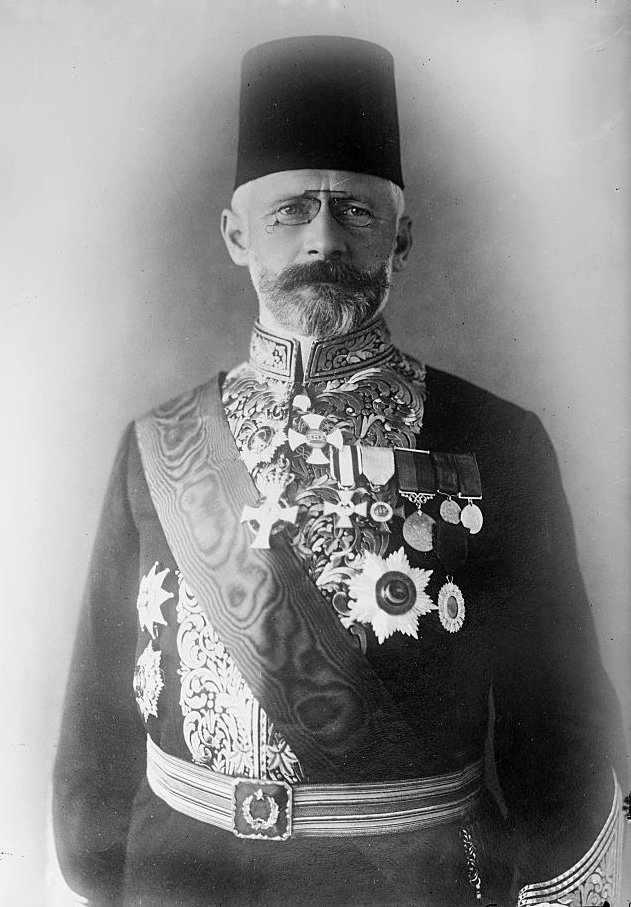
Heinrich August Meißner († 1940)

- 1940: Heinrich August Meißner, deutscher Ingenieur und Eisenbahnbauer
- 1941: Fritz Grünbaum, österreichischer Kabarettist, Regisseur und Conférencier
- 1942: Fred Fisher, deutsch-US-amerikanischer Komponist
- 1943: Laura E. Richards, US-amerikanische Schriftstellerin
- 1943: Adolf Sandberger, deutscher Komponist und Musikwissenschaftler
- 1944: Hàm Nghi, achter Kaiser der vietnamesischen Nguyễn-Dynastie
- 1944: Hans Schiebelhuth, deutscher Schriftsteller und Dichter des Expressionismus
- 1945: Peter Wilhelm Millowitsch, deutscher Schauspieler und Theaterleiter
- 1945: Sándor Vándor, ungarischer Komponist und Dirigent
- 1947: Bill Hewitt, US-amerikanischer American-Football-Spieler
- 1948: Isaac Schreyer, österreichischer Schriftsteller und Übersetzer
- 1949: Harry Stack Sullivan, US-amerikanischer Psychiater
- 1949: Joaquín Turina, spanischer Komponist
- 1950: Alma Karlin, österreichisch-jugoslawische Journalistin und Reiseschriftstellerin

#### 1951–2000
- 1951: Fritz Balogh, deutscher Fußballspieler
- 1952: Artur Kapp, estnischer Komponist
- 1953: Torii Ryūzō, japanischer Anthropologe und Archäologe

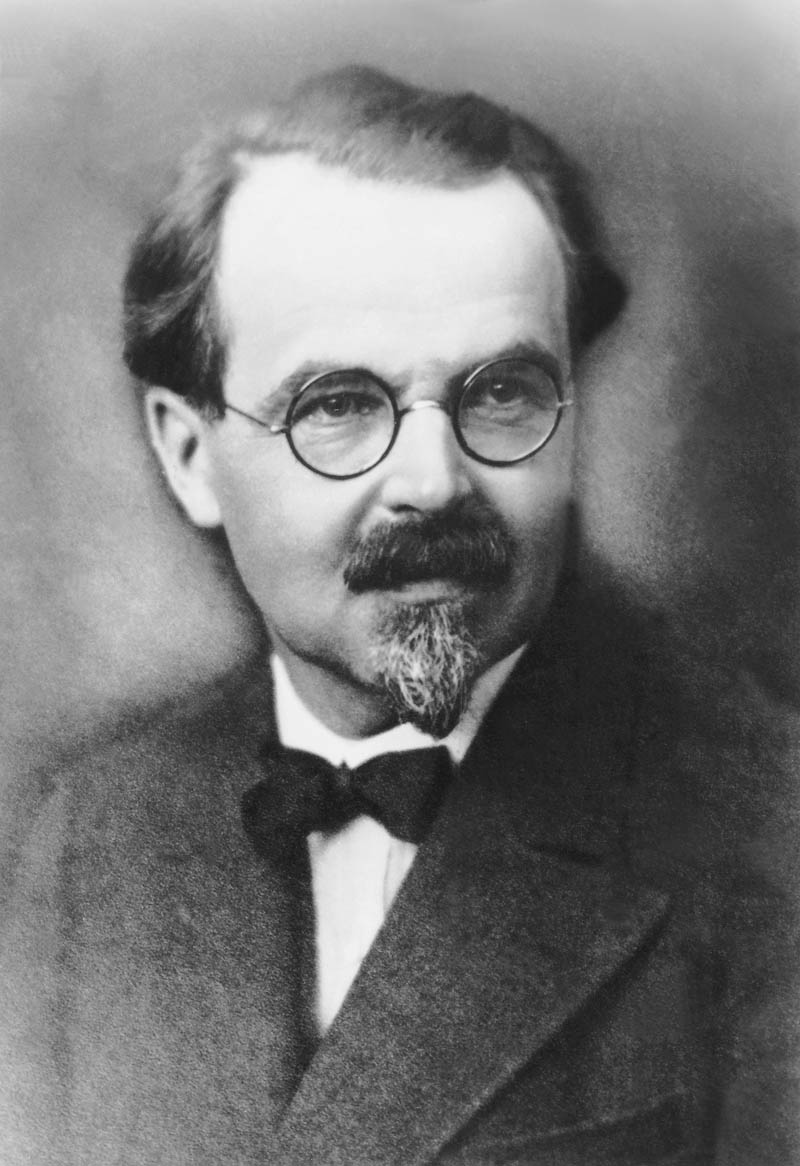
Luis Zuegg († 1955)

- 1955: Luis Zuegg, italienischer Seilbahnpionier
- 1956ː Grace Lane, britische Film- und Theaterschauspielerin
- 1957: Robert John Armstrong, US-amerikanischer Bischof
- 1957: Humphrey Bogart, US-amerikanischer Schauspieler
- 1957: Arthur Moser, Schweizer Politiker und Architekt
- 1958: August H. Andresen, US-amerikanischer Politiker
- 1960: Ralph Chubb, britischer Dichter, Drucker und Künstler
- 1961: Gérald Gagnier, kanadischer Komponist, Trompeter und Kapellmeister
- 1962: Clara Harnack, deutsche Malerin
- 1962: Johann Steinböck, österreichischer Politiker, Landeshauptmann von Niederösterreich
- 1963: Friedrich Born, Schweizer Diplomat
- 1963: Josef Nadler, deutscher Germanist und Literaturhistoriker
- 1963: Gustav Regler, deutscher Schriftsteller
- 1964: Felix Aber, deutsch-amerikanischer Rabbiner
- 1964: Hans Reingruber, deutscher Politiker, Minister für Verkehr der DDR
- 1965: Friedrich Bauereisen, deutscher Politiker, MdB
- 1965: Jeanette MacDonald, US-amerikanische Schauspielerin
- 1966: Curt Backeberg, deutscher Autor, Kakteensammler und -forscher
- 1966: Sergei Pawlowitsch Koroljow, sowjetischer Raketenkonstrukteur
- 1966: Bill Carr, US-amerikanischer Sprinter, Olympiasieger
- 1968: Dorothea Mackellar, australische Dichterin und Romanautorin
- 1970: William Feller, US-amerikanischer Mathematiker
- 1970: Oskar Müller, deutscher Politiker, MdB
- 1970: Theodore Roosevelt Schellenberg, US-amerikanischer Archivwissenschaftler
- 1971: Heinrich Anacker, schweizerisch-deutscher Schriftsteller
- 1971: Erich Friedrich, deutscher Politiker
- 1972: Anna Maria Achenrainer, österreichische Schriftstellerin
- 1972: Horst Assmy, deutscher Fußballspieler
- 1972: Frederik IX., dänischer König
- 1973: Cuno Fischer, deutscher Maler, Bühnenbildner und Designer
- 1973: Hanna Klose-Greger, deutsche Schriftstellerin, Grafikerin und Malerin
- 1973: Aleksandras Machtas, litauischer Schachspieler
- 1976: Abdul Razak, malaysischer Politiker
- 1976: Juan D’Arienzo, argentinischer Tangomusiker
- 1976: Walter Jauch, deutscher Versicherungskaufmann

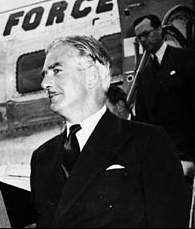
Anthony Eden († 1977)

- 1977: Anthony Eden, britischer Politiker, mehrfacher Außenminister, Premierminister
- 1977: Peter Finch, britischer Theater- und Filmschauspieler
- 1977: Werner Henneberger, deutscher Architekt, Sozialdemokrat und Anarchist
- 1977: Anaïs Nin, US-amerikanische Schriftstellerin
- 1978: Harold Abrahams, britischer Leichtathlet
- 1978: Ernst Ackermann, Schweizer Statistiker
- 1978: Kurt Gödel, österreichischer Mathematiker und Logiker
- 1978: Robert Heger, deutscher Dirigent, Komponist und Hochschullehrer
- 1980: Robert Ardrey, US-amerikanischer Dramatiker, Drehbuchautor und Anthropologe
- 1982: Walfried Winkler, deutscher Motorradrennfahrer
- 1984: Garabed Amadouni, türkischer Geistlicher
- 1984: Paul Ben-Haim, israelischer Komponist
- 1984: Gerhard Arnold, deutscher Politiker
- 1984: Brooks Atkinson, US-amerikanischer Theaterkritiker
- 1984: Ludwig Eckes, deutscher Unternehmer
- 1984: Ray Kroc, US-amerikanischer Unternehmer (McDonald’s)
- 1984: Rudolf Lehmann, deutscher Historiker
- 1985: Rudolf Agricola, deutscher Wirtschaftswissenschaftler, Journalist und Politiker
- 1985: Anagarika Govinda, deutscher Interpret des Buddhismus und Daoismus, Schriftsteller und Kunstmaler, Gründer des Ordens Arya Maitreya Mandala
- 1985: Robert T. Odeman, deutscher Kabarettist
- 1985: Karl Schmitt-Walter, deutscher Opern- und Liedersänger
- 1986: Daniel Balavoine, französischer Sänger

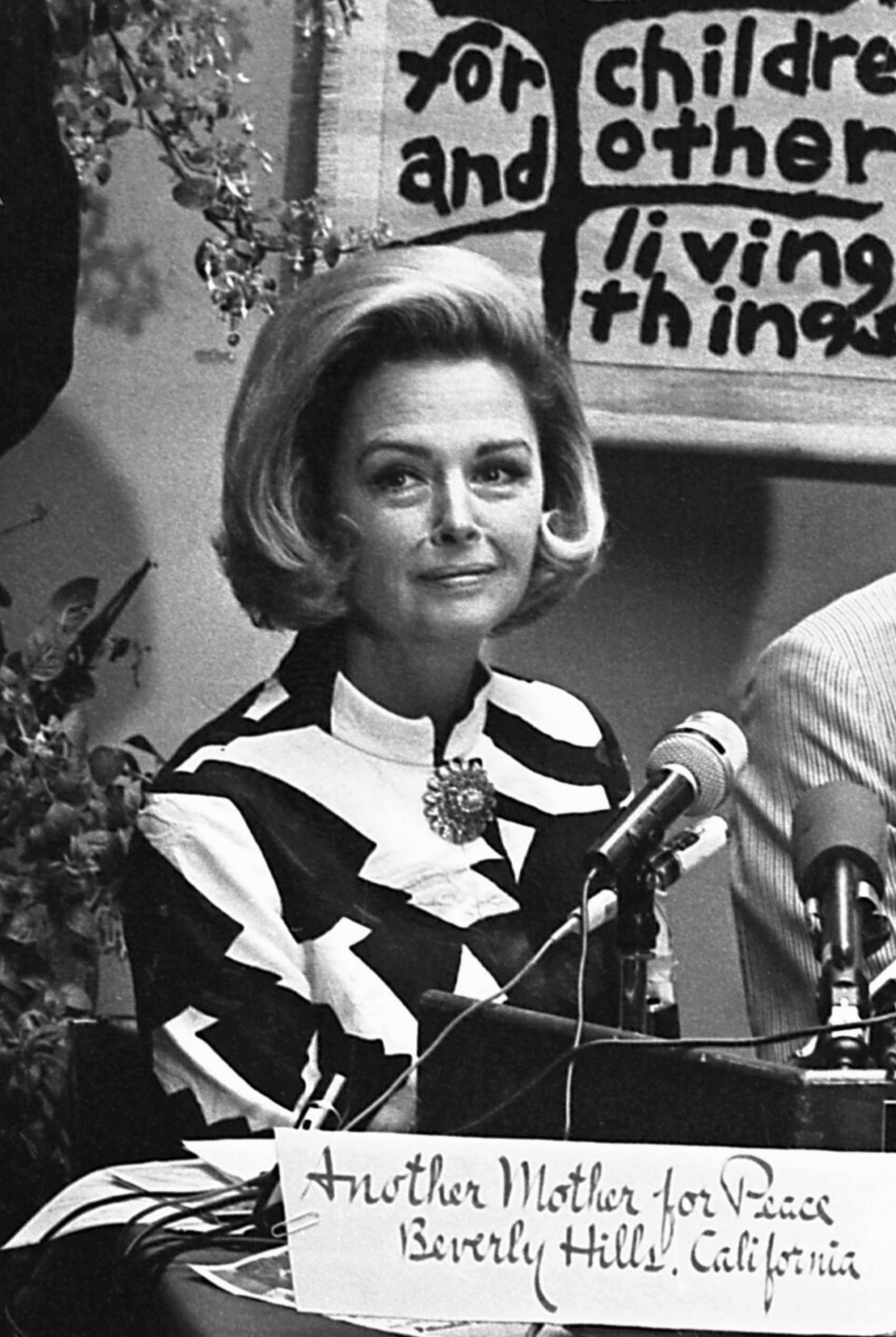
Donna Reed († 1986)

- 1986: Donna Reed, US-amerikanische Schauspielerin
- 1986: Thierry Sabine, französischer Motorradrennfahrer, Gründer der Rallye Dakar
- 1986: Robert Trösch, Schweizer Schauspieler und Regisseur
- 1987: Johann Cramer, deutscher Politiker, MdB
- 1987: Douglas Sirk, deutsch-US-amerikanischer Bühnen- und Filmregisseur
- 1987: Rauli Somerjoki, finnischer Rockmusiker und Sänger
- 1988: Georgi Maximilianowitsch Malenkow, sowjetischer Politiker
- 1988: Pi Scheffer, niederländischer Komponist und Dirigent
- 1989: Robert Lembke, deutscher Journalist und Fernsehmoderator
- 1989: Dinah Nelken, deutsche Schriftstellerin und Drehbuchautorin
- 1990: Hellmut Haase-Altendorf, deutscher Komponist und Pianist
- 1991: Duncan Black, britischer Ökonom
- 1991: Heli Finkenzeller, deutsche Schauspielerin
- 1991: Irwin Goodman, finnischer Folkmusiker
- 1991: Werner Schubert-Deister, deutscher Maler und Bildhauer
- 1992: Irakli Abaschidse, georgisch-sowjetischer Dichter und Politiker
- 1992: Ceslas Spicq, französischer römisch-katholischer Geistlicher und Hochschullehrer
- 1993: Victor Abens, luxemburgischer Widerstandskämpfer und Politiker
- 1993: Geoff Brown, britischer Vulkanologe und Geologe
- 1993: Gregor Determann, deutscher Politiker, MdB
- 1993: Néstor García, kolumbianischer Vulkanologe und Geochemiker
- 1993: Igor Alexandrowitsch Menjailow, russischer Vulkanologe
- 1993: Carlos Trujillo, kolumbianischer Bauingenieur
- 1994: Zino Davidoff, ukrainisch-schweizerischer Unternehmer
- 1994: Myron Fohr, US-amerikanischer Automobilrennfahrer
- 1994: Federica Montseny, spanische Schriftstellerin und Anarchistin
- 1996: Onno Tunç, türkischer Musiker, Komponist und Arrangeur
- 1999: Jerzy Grotowski, polnischer Regisseur
- 1999: Muslimgauze, britischer Musiker
- 2000: Meche Barba, mexikanische Schauspielerin und Tänzerin

### 21. Jahrhundert
- 2001: Karl Bednarik, österreichischer Maler und Schriftsteller
- 2001: Burkhard Heim, deutscher Physiker
- 2001: Vic Wilson, britischer Automobilrennfahrer
- 2002: Ebenezer Ako-Adjei, ghanaischer Politiker, Rechtsanwalt, Verleger und Journalist
- 2002: Pierre Joubert, Künstler, Pfadfinder
- 2002: Martin Pörksen, deutscher evangelischer Theologe und Politiker, MdL
- 2002: Michael Dunlop Young, britischer Soziologe
- 2003: Chester Gill, barbadisch-schweizerischer Jazzmusiker, Komponist und Chorleiter
- 2003: Georg Knepler, österreichischer Musikwissenschaftler
- 2003: Zenon Płoszaj, polnischer Geiger und Musikpädagoge
- 2004: Uta Hagen, deutsch-US-amerikanische Bühnenschauspielerin
- 2004: Joaquín Nin-Culmell, US-amerikanischer Komponist, Pianist und Dirigent kubanischer Herkunft
- 2005: Alfred Hause, deutscher Violinist, Dirigent und Kapellmeister
- 2005: Carl Möhner, österreichischer Schauspieler und Maler

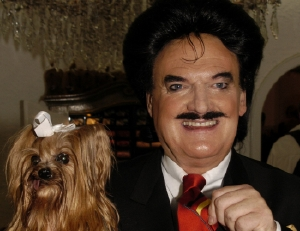
Rudolph Moshammer († 2005)

- 2005: Rudolph Moshammer, deutscher Modeschöpfer
- 2005: Jesús Rafael Soto, venezolanischer Künstler
- 2006: Heinrich Severloh, deutscher Soldat
- 2006: Shelley Winters, US-amerikanische Schauspielerin
- 2007: Friedrich Karl Fromme, deutscher Journalist
- 2007: John Hawkins, kanadischer Komponist und Pianist
- 2008: Judah Folkman, US-amerikanischer Zellbiologe und Mediziner
- 2009: Friedrich Alexander Bischoff, österreichischer Sinologe, Tibetologe und Mongolist
- 2009: Jan Kaplický, tschechisch-britischer Architekt
- 2009: Ricardo Montalbán, mexikanischer Schauspieler
- 2009: Angela Morley, britische Komponistin und Dirigentin
- 2010: Bobby Charles, US-amerikanischer Sänger und Komponist

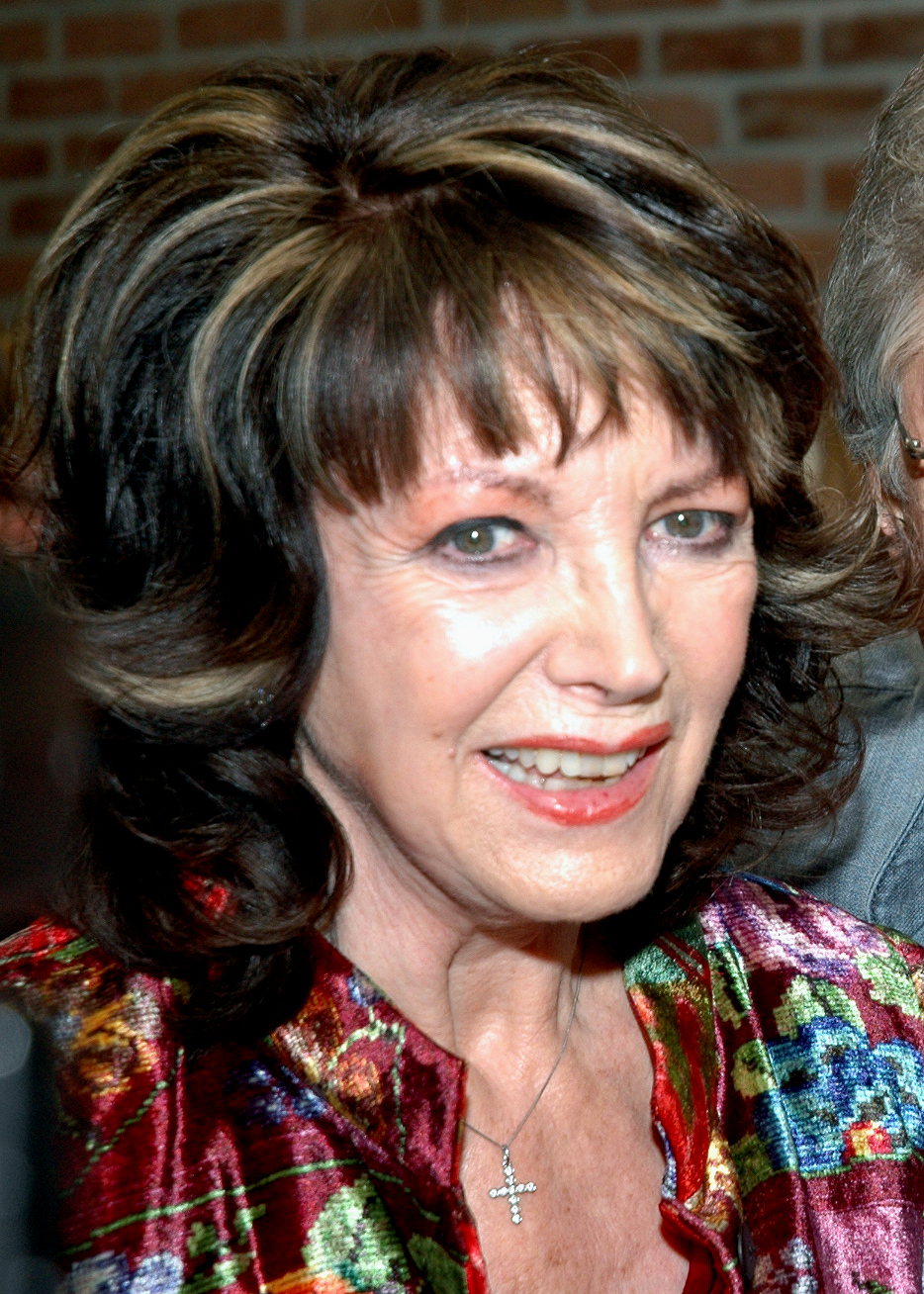
Petra Schürmann († 2010)

- 2010: Petra Schürmann, deutsche Fernsehmoderatorin und Schauspielerin
- 2011: Stephanie Glaser, Schweizer Schauspielerin
- 2011: Siegfried Maruhn, deutscher Journalist
- 2012: Giampiero Moretti, italienischer Automobilrennfahrer und Unternehmer
- 2013: Rolf Hübler, deutscher Endurosportler
- 2014: Mae Young, US-amerikanische Wrestlerin
- 2015: Lotte Hass, österreichische Tauchpionierin
- 2015: Eckhard Müller-Mertens, deutscher Historiker
- 2016: Franco Citti, italienischer Schauspieler
- 2016: Franco Oppo, italienischer Komponist und Musikpädagoge
- 2016: Alan Rickman, britischer Schauspieler
- 2017: Herbert Mies, deutscher Politiker
- 2017: Zhou Youguang, chinesischer Ökonom und Linguist
- 2018: Waltraud Guglielmi, deutsche Ägyptologin
- 2018: Dan Gurney, US-amerikanischer Automobilrennfahrer und Konstrukteur
- 2019: Paweł Adamowicz, polnischer Kommunalpolitiker
- 2019: Josef Tietzen, deutscher Fotograf
- 2020: Hanns Brinckmann, deutscher Radrennfahrer
- 2021: Melanio Asensio, spanischer Leichtathlet
- 2021: Clifford Burvill, australischer Radrennfahrer
- 2021: Simon Crosse, britischer Ruderer
- 2021: Leonidas Pelekanakis, griechischer Regattasegler
- 2022: Ricardo Bofill, spanischer Architekt
- 2022: Alice von Hildebrand, katholische Philosophin und Theologin
- 2022: Davorin Kempf, kroatischer Komponist, Pianist und Musikwissenschaftler
- 2022: Angelo Rossetto, italienischer Ruderer
- 2022: Jaswant Singh, indischer Hockeyspieler
- 2024: Raema Lisa Rumbewas, indonesische Gewichtheberin
- 2025ː Stephanie Aeffner, deutsche Politikerin (Grüne), MdB
- 2025ː Irmgard Furchner, deutsche KZ-Sekretärin

## Feier- und Gedenktage
- Kirchliche Gedenktage
  - George Fox, englischer Prediger und Gründer der Quäker (evangelisch, der anglikanische Gedenktag ist am 13. Januar)
  - Hl. Platon Kulbusch, Hl. Michael Bleive und Hl. Nikolai Stefanowitsch Beschanizki, russisch-orthodoxe Priester (Platon war Bischof) und baltische Märtyrer (orthodox, neukalendarisch)
  - Hl. Felix von Nola, Priester und Märtyrer (katholisch)
- Namenstage
  - Felix

Weitere Einträge enthält die Liste von Gedenk- und Aktionstagen.